# Dortmund
Dortmund (Nederlands, historisch: Dortmond, Nedersaksisch: Düörpm ([dyːœɐ̯pm̩])) is een kreisfreie Stadt gelegen in het westen van Duitsland, in de deelstaat Noordrijn-Westfalen. De stad telt 587.696 inwoners (31 december 2020) en is daarmee de grootste stad van het Ruhrgebied, de op twee na grootste stad van Noordrijn-Westfalen na Keulen en Düsseldorf, en de achtste stad van Duitsland. De kreisfreie Stadt heeft een oppervlakte van 280,71 km². Op 31 december 2020 had 20,56% van de inwoners een niet-Duits staatsburgerschap (120.855 niet-Duitsers) en hadden 950 inwoners het Nederlandse staatsburgerschap.
Dortmund is een van de oudste steden in het westen van het land en zijn bestaan gaat terug tot het jaar 882.
De plaats kreeg kort na 1200 stadsrechten, werd in 1236 de enige vrije rijksstad Westfalen en groeide in de hoge middeleeuwen uit tot een van de belangrijkste Hanzesteden in Europa. In de 19e en begin 20e eeuw was Dortmund en omgeving een belangrijk centrum van mijnbouw en staalindustrie, waardoor de stad weer tot grote welvaart kwam. Dat blijkt uit de vele statige gebouwen met industrieel erfgoed uit die periode. De historische binnenstad is tijdens de Tweede Wereldoorlog als gevolg van de bombardementen door de geallieerden grotendeels verwoest.
Rond 2010 zijn de informatietechnologie, verzekeringsmaatschappijen, logistiek en energiemaatschappijen belangrijke economische sectoren voor de stad. Er zijn enkele grote Duitse bedrijven zoals Rhenus, Amprion en RWE-Westnetz gevestigd. De stad en haar handelscentrum beschikt over een grote haven en heeft een metro en vliegveld (Flughafen Dortmund). Er zijn diverse wetenschappelijke instellingen, onder andere zes universiteiten en meerdere grote nationale onderzoeksorganisaties.
Dortmund staat bekend om zijn bier, voetbalploeg Borussia Dortmund, voetbalmuseum, winkelstraat Westenhellweg en de Technische Universiteit Dortmund.

## Geschiedenis

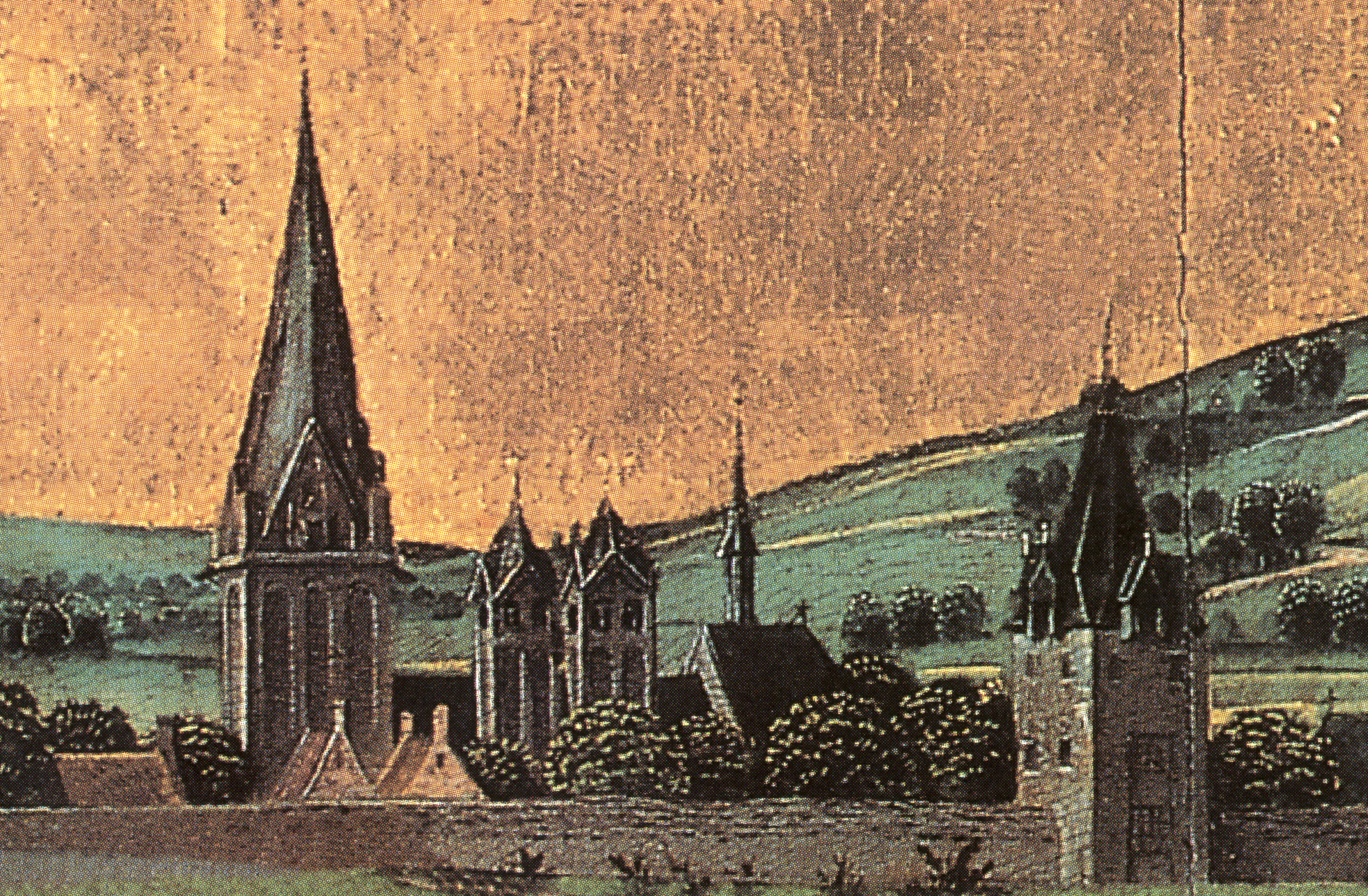
Stadsgezicht met op de achtergrond de toren van de Reinoldikerk en Marienkerk (ca.1470)

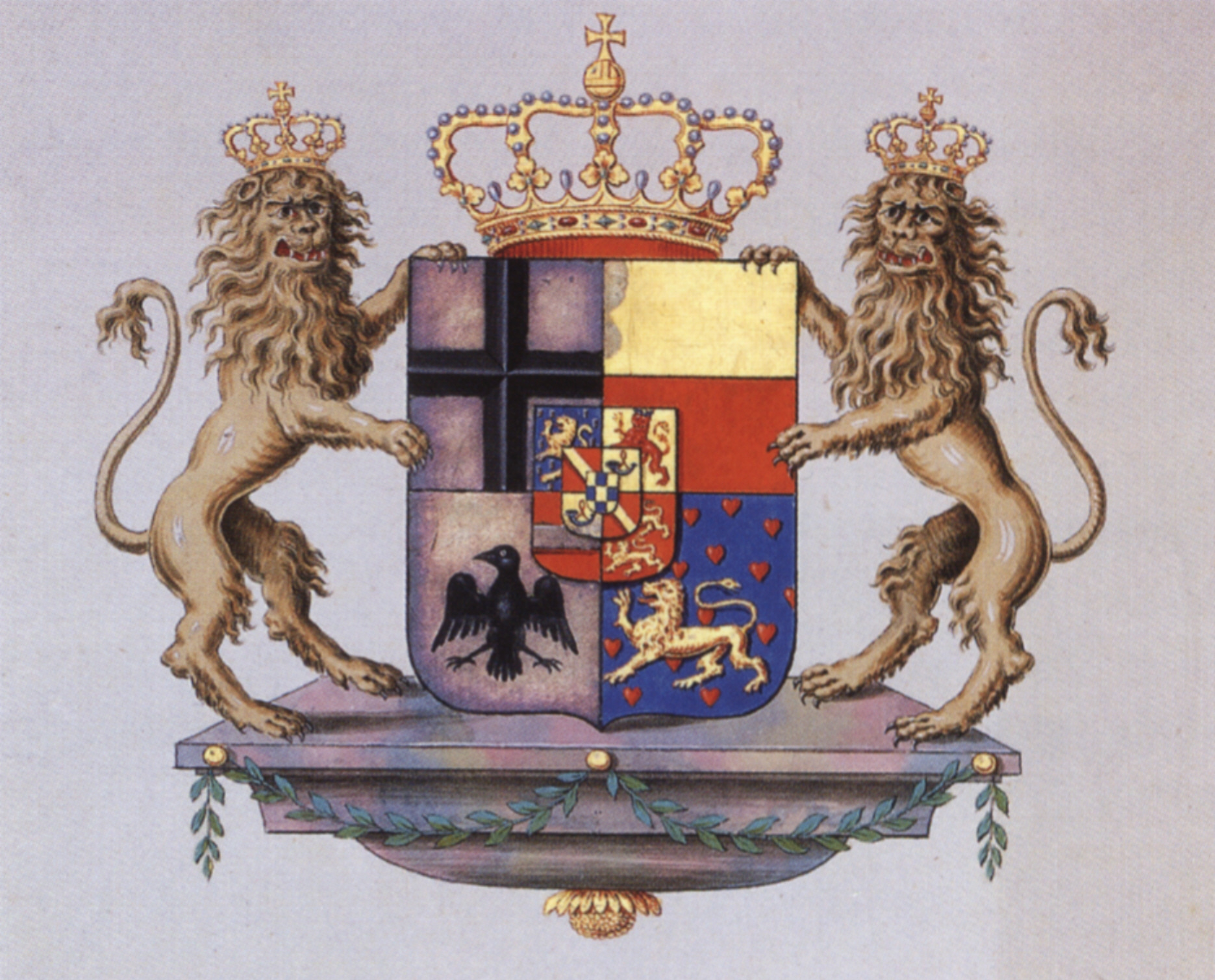
Het wapen van het Huis Nassau-Fulda; met de kwartieren van Dortmund

Dortmund ligt aan de Westfaalse hellweg. De stad wordt in bronnen uit 880 voor het eerst genoemd als Trutmundi. In 952 wordt het als “vicus” (stad) genoemd en in 1226 is het een rijksstad. In 1523 wordt er de reformatie toegestaan, maar niet integraal ingevoerd. Dat gebeurt in 1570 als er door het stadsbestuur voor de reformatie wordt gekozen. Als het graafschap Mark in 1609 aan Brandenburg-Pruisen toevalt, komt de zelfstandigheid van de rijksstad sterk onder druk te staan.

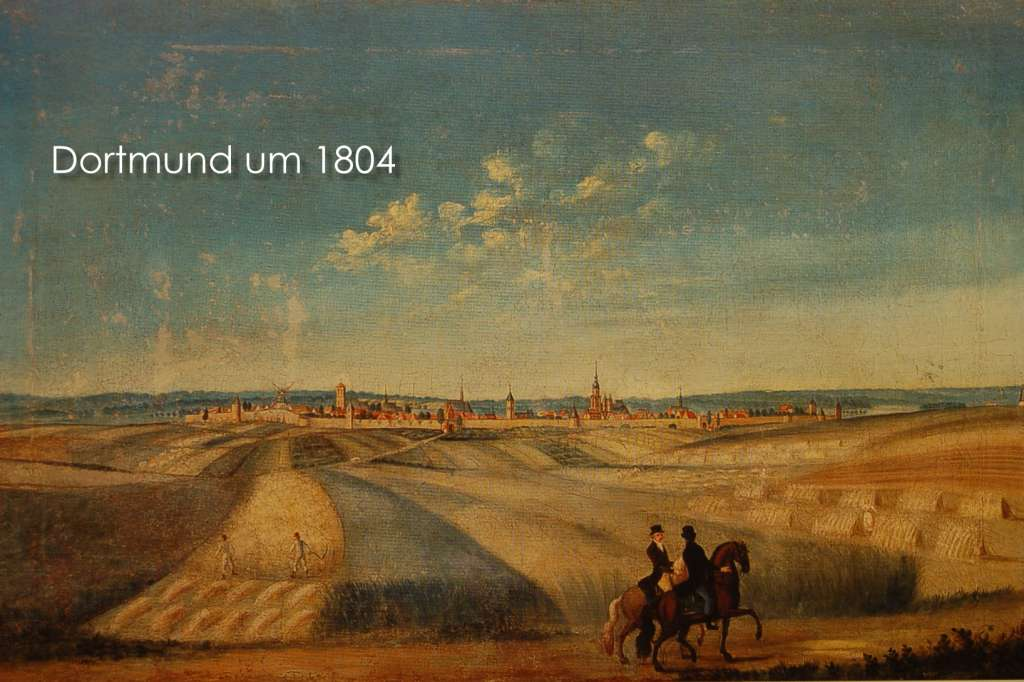
Stadsgezicht 1804

In de Reichsdeputationshauptschluss van 25 februari 1803 wordt in paragraaf 12 de inlijving bij het vorstendom Nassau-Dillenburg vastgesteld, waardoor de stad niet langer vrije rijksstad is (1226-1803). Omdat de vorst, beter bekend als stadhouder Willem V, geen geroofde landen wil, neemt zijn zoon de latere koning Willem I bezit van de nieuwe gebieden. De prins van Oranje houdt op 30 juni 1803 zijn intocht in de stad. Als graafschap Dortmund gaat het deel uitmaken van het vorstendom Nassau-Oranje-Fulda.
Op 12 juli 1806 worden middels de Rijnbondakte aan de meeste Nassause vorstendommen hun soevereiniteitsrechten ontnomen. In oktober van hetzelfde jaar wordt het graafschap door Franse troepen bezet en wordt op 1 maart 1808 bij het groothertogdom Berg gevoegd. Het is daar de hoofdstad van het Ruhr-departement.
Op het congres van Wenen in 1815 wordt het hele groothertogdom Berg, dus ook Dortmund bij het koninkrijk Pruisen gevoegd.
Vanaf het begin van de 19e eeuw is Dortmund snel geïndustrialiseerd, mede dankzij de aanwezigheid van grote hoeveelheden kolen in de buurt van de stad. De voornaamste activiteit was de productie van staal en de stad kreeg de bijnaam Staalstad. Tussen 1921 en 1925 werd Dortmund door Franse en Belgische troepen bezet om Duitsland tot herstelbetalingen voor de Eerste Wereldoorlog te dwingen. Tijdens de recessie van de jaren zeventig van de 20e eeuw zijn veel onrendabele staalfabrieken gesloten. Onder meer Hoesch had een groot staalfabriekscomplex in Dortmund.

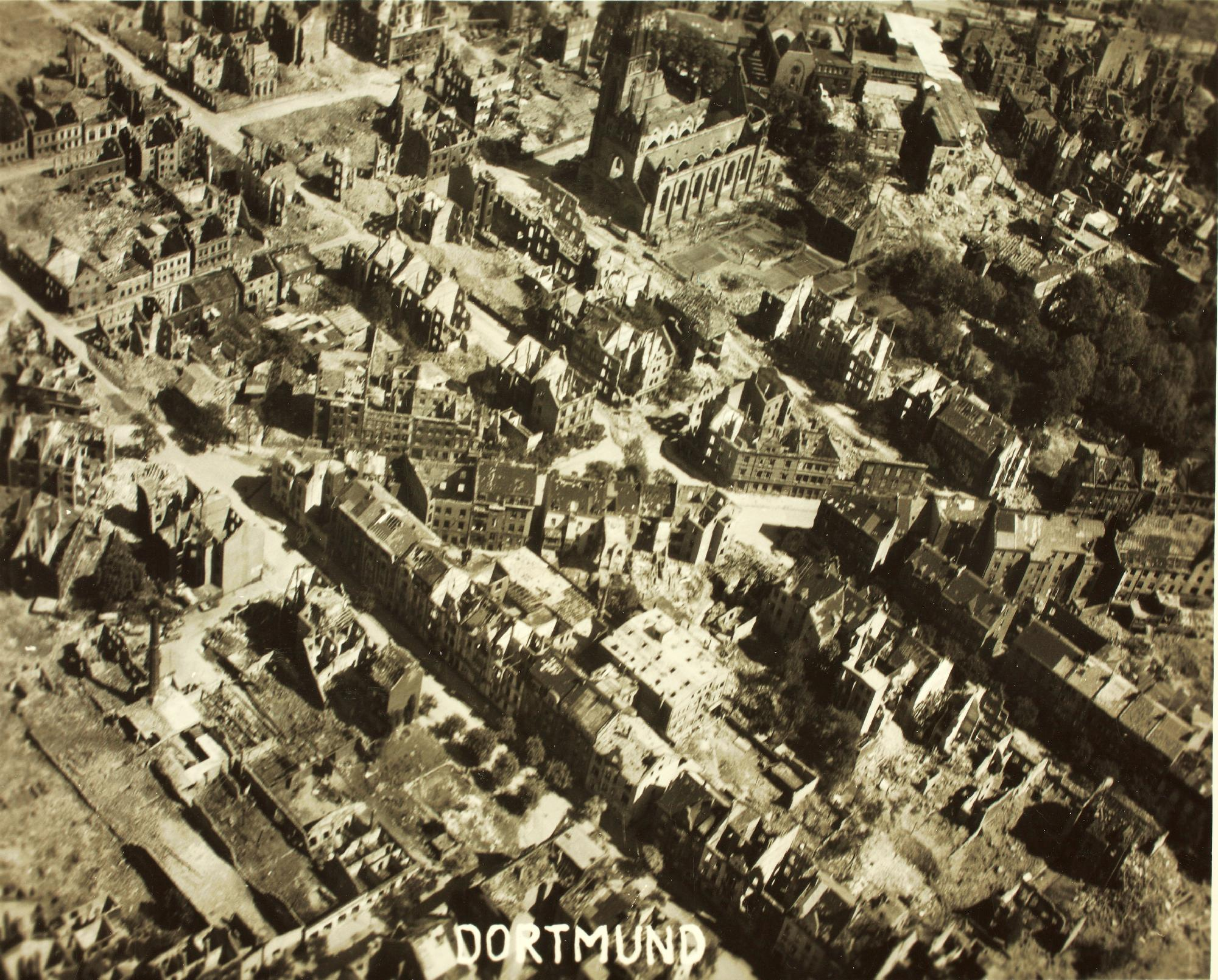
Centrum van Dortmund na het puinruimen in 1945

Tijdens de Tweede Wereldoorlog had Dortmund een belangrijke rol als het hart van het industriële Ruhrgebied waar bommen en wapens ontwikkeld werden. Als gevolg daarvan is de stad door de Engelse en Amerikanen zwaar gebombardeerd. De historische gebouwen in het centrum van de stad zijn toen zwaar beschadigd. Zij zijn later of gerestaureerd of de als gevolg van de bombardementen ontstane lege plekken zijn parken geworden. Dortmund is daardoor een zeer groene stad, die zich uitstekend leent om te fietsen.
In de jaren 70 en 80 van de twintigste eeuw had de lokale industrie zwaar te lijden onder internationale concurrentie. In diezelfde periode werden de kolenmijnen gesloten.
Vanaf grofweg 1990 heeft Dortmund zich gemoderniseerd. De zware industrie heeft plaats gemaakt voor dienstverlenende en technologische bedrijven. De stad is de hoofdzetel van Rhenus, Amprion, Tedi een Verizon Communications. Er zijn veel kunstgalerieën en musea. Van oudsher zijn in de stad enkele grotere brouwerijen gevestigd waar het Dortmunder bier wordt gebrouwen. Bekend zijn ook het voetbal - Borussia Dortmund - en de jaarlijkse kerstmarkt.

## Geografie
Dortmund ligt in het midden van de deelstaat Noordrijn-Westfalen aan de rand van het Sauerland en Münsterland in de Noord-Duitse Laagvlakte. De stad maakt deel uit van het Metropoolgebied Rijn-Ruhr. De agglomeratie Rhein-Ruhr is een van de grootste industriegebieden in Europa en het grootste in Duitsland. Belangrijke steden in de nabije omgeving zijn
Münster, Essen, Duisburg, en Düsseldorf. Het hoogste punt van de stad is gelegen in de wijk Dortmund-Syburg en wordt gevormd door de 254,33 meter hoge Klusenberg. Het laagste punt is het Lanstroper meer in Dortmund-Derne op 49,5 meter boven NAP.
Dortmund ligt aan de rivieren de Ruhr en de Emscher, die hebben bijgedragen aan de groei van de stad. Er is een binnenhaven aan het Dortmund-Eemskanaal.

### Indeling van de stad

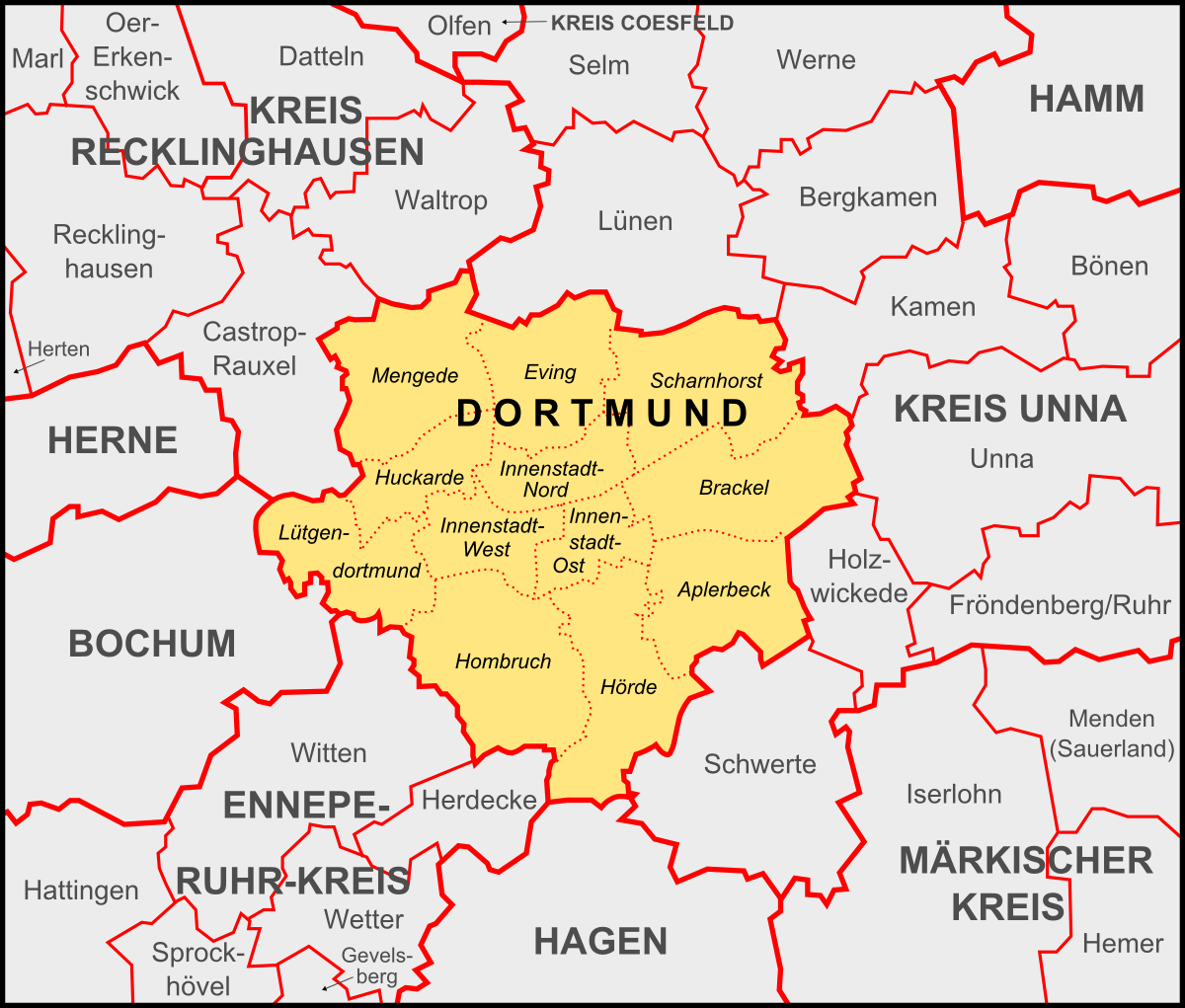
Kaart districten en buursteden van Dortmund

De stad bestaat uit twaalf districten (Stadtbezirke) die zijn onderverdeeld in 63 wijken. Elk district heeft een bestuur bestaande uit 19 gekozen leden. De twaalf stadsdistricten met de daarbij behorende wijken zijn:
| - Innenstadt-West: City, Dorstfeld, Dorstfelder Brücke, Westfalenhalle - Innenstadt-Nord: Borsigplatz, Hafen, Nordmarkt - Innenstadt-Ost: Kaiserbrunnen, Ruhrallee, Westfalendamm - Eving: Brechten, Eving, Holthausen, Lindenhorst - Scharnhorst: Alt-Scharnhorst, Derne, Hostedde, Kirchderne, Kurl-Husen, Lanstrop, Scharnhorst-Ost - Brackel: Asseln, Brackel, Wambel, Wickede | - Aplerbeck: Aplerbeck, Berghofen, Schüren, Sölde, Sölderholz - Hörde: Benninghofen, Hacheney, Holzen, Hörde, Syburg, Wellinghofen, Wichlinghofen - Hombruch: Barop, Bittermark, Brünninghausen, Eichlinghofen, Hombruch, Kirchhörde, Menglinghausen, Persebeck, Lücklemberg - Lütgendortmund: Bövinghausen, Kley, Lütgendortmund, Marten, Oespel, Westrich - Huckarde: Deusen, Huckarde, Jungferntal-Rahm, Kirchlinde - Mengede: Bodelschwingh, Mengede, Nette, Oestrich, Schwieringhausen, Westerfilde |

### Naburige steden

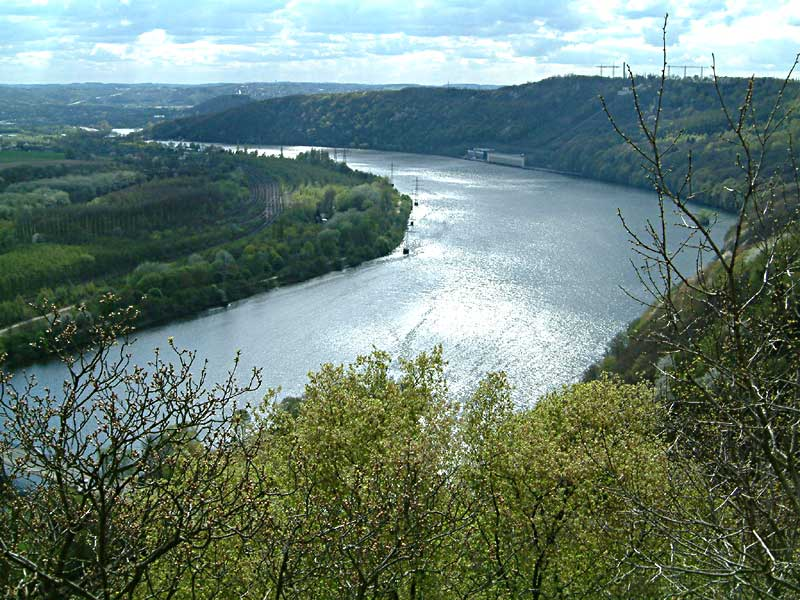
Dortmund Zuid, drie steden hoek tussen Dortmund, Hagen en Herdecke

De stad Dortmund grenst in het noorden aan de steden Lünen en Waltrop, in het oosten aan de steden Unna, Kamen en Holzwickede, in het zuiden aan de steden Schwerte, Hagen en Herdecke. Ten westen van Dortmund liggen de steden Witten en Bochum.

### Klimaat
Het klimaat van Dortmund is gematigd. De zomers en winters in de Boven-Rijnslenk behoren tot de warmste respectievelijk mildste van Duitsland. De jaargemiddelde temperatuur is 9,5°C, gebaseerd op klimaatgegevens van de luchthaven. Dat is hoger dan andere grote Duitse steden als Hamburg (9,0 °C) Berlijn (8,9 °C) en München (7,6 °C). De warmste maand in Dortmund is juli (gemiddeld 17,6 °C), de koudste maand is januari (gemiddeld 1,4 °C). Tussen 1961 en 1990 viel er jaarlijks gemiddeld 675 mm regen, tussen 1971 en 2000 bedroeg de jaargemiddelde neerslag 611 mm. In juni valt gemiddeld de meeste neerslag (82,2 mm), in februari het minst (52,8 mm).

## Bevolking

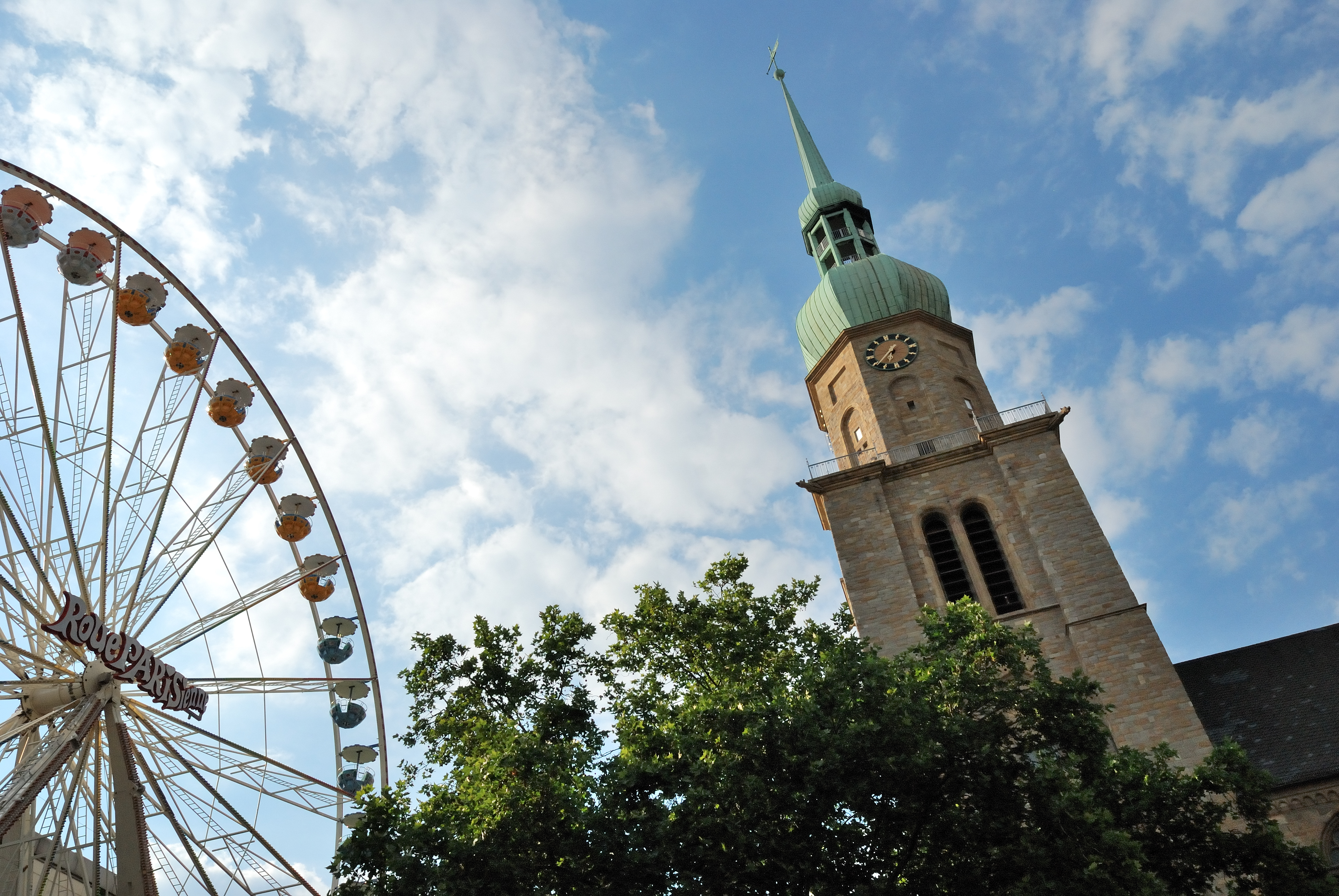
De St. Reinoldikirche is Dortmund grootste kerkgebouw

Onder de 601.000 inwoners die Dortmund op 31 december 2017 had, waren destijds 104.015 buitenlanders, een percentage van 17,3. Driekwart hiervan was afkomstig uit andere Europese landen (waarbij Turkije als Europees land is gerekend). De tien omvangrijkste buitenlandse bevolkingsgroepen waren op 31 december 2017 de Turken (22.154), Polen (9.988), Syriërs (7.791), Roemenen (4.561), Grieken (4.132), Spanjaarden (3.623), Italianen (3.569), Marokkanen (3.421), Oekraïners (2.420) en Kroaten (2.103). Op diezelfde datum waren er circa 200 Belgen en ongeveer 500 Nederlanders woonachtig in Dortmund.
Door zijn lange en veelbewogen geschiedenis, immigratiegolven en zijn internationale karakter telt Dortmund een groot aantal verschillende religies. Sinds de Reformatie geldt de stad van oudsher als protestants, maar de katholieke geloofsgemeenschap is nooit helemaal uit de stad verdwenen en heeft een vergelijkbare omvang als de protestantse kerkgemeente. Dortmund beschikt voorts over een van 's lands grootste joodse gemeenschappen en sinds de Tweede Wereldoorlog hebben ook andere wereldreligies in de stad voet aan de grond gezet. Bovendien hebben ook niet-religieuze levensbeschouwingen een noemenswaardige aanhang.

## Politiek
Als Kreisfreie Stadt wordt Dortmund bestuurd door een Oberbürgermeister en een aantal Bürgermeister, die samen het stadsbestuur vormen; elk van deze burgemeesters heeft zijn eigen bevoegdheden. De Oberbürgermeister is tevens lid en voorzitter van de gemeenteraad, dat over alle belangrijke aangelegenheden in de stad beslist. De gemeenteraad wordt om de vijf jaar verkozen. De uitgaven van de stad Dortmund bedragen jaarlijks circa 2,4 miljard. Dortmund kampt met enorme schulden, op 25 mei 2008 bedroeg de totale schuld 3,15 miljard euro.

### Stadswapen

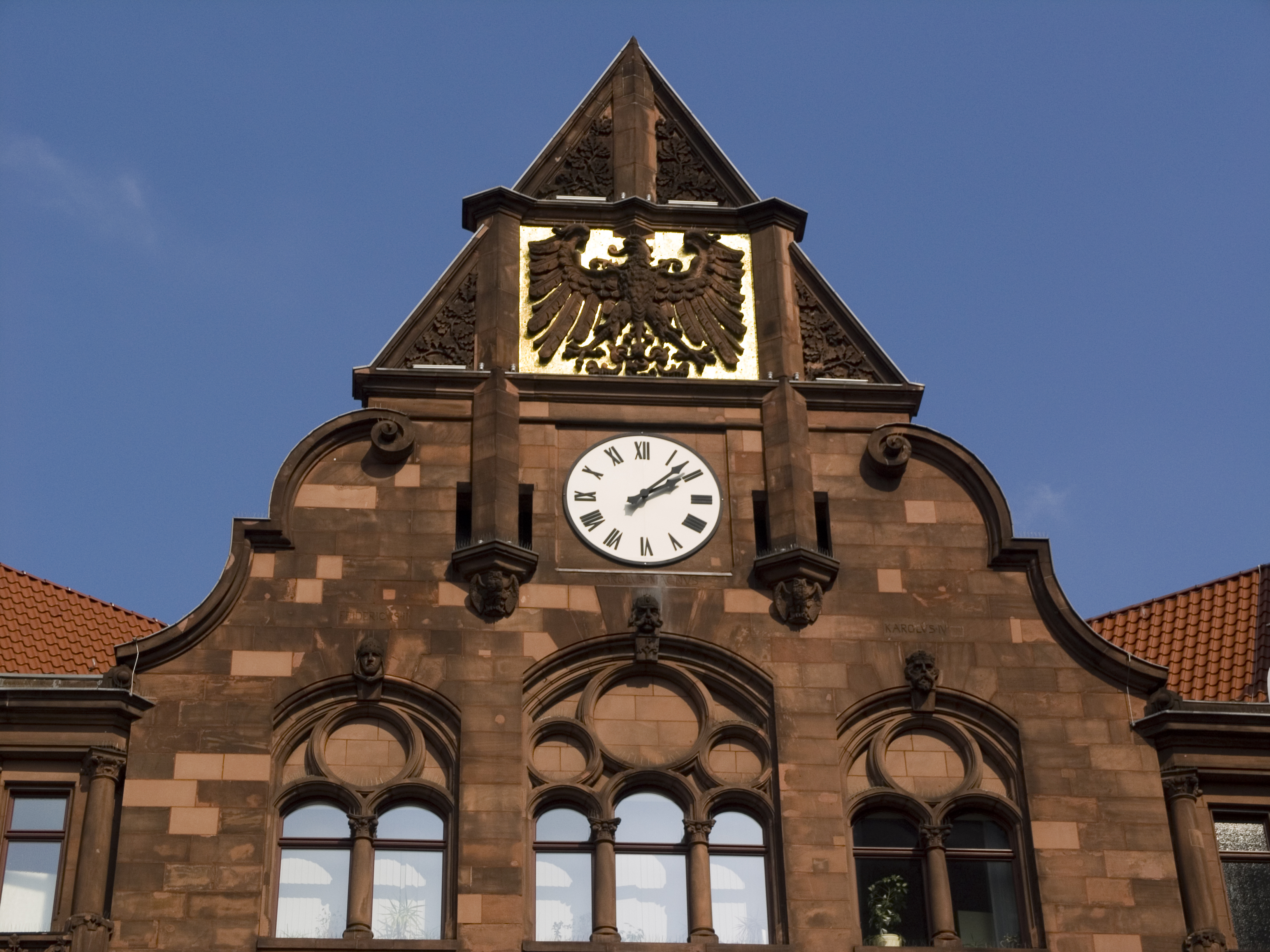
Oude Stadthuis met Stadswapen

Het stadswapen van Dortmund bestaat al enkele eeuwen, hoewel het wel enkele keren is veranderd. De kleuren rood en wit verwijzen naar het Hanzeverbond. Dortmund was een belangrijke Hanzestad en de Hanzevlag ligt dan ook voor een deel aan de basis van het stadswapen van Dortmund. Het wapenschild bestaat uit een zwarte adelaar met een rode bek op een gouden achtergrond.

### Burgemeester
De huidige burgemeester van Dortmund is Thomas Westphal en is in functie sinds 1 November 2020. Het stadsbestuur zetelt in het "Rotes Rathaus" nabij de Friedensplatz.

### Stadsraad – actuele zetelverdeling
|      | CDU | SPD | GRÜNE | Die Linke | FDP | Alternative für Deutschland | Andere partijen | Totaal |
| 2020 | 20  | 27  | 22    | 5         | 3   | 5                           | 8               | 90     |

- leden van de raad[dode link]

### Stedenbanden
De gemeente Dortmund heeft de volgende jumelages (partnersteden):
- Buffalo (Verenigde Staten) sinds 1977
- Amiens (Frankrijk) sinds 1960
- Xian (China) sinds 1991
- Netanja (Israël) sinds 1980
- Rostov aan de Don (Rusland) sinds 1973
- Zwickau (Duitsland) sinds 1989
- Trabzon (Turkije) sinds 2014
- Leeds (Verenigd Koninkrijk) sinds 1949

Daarnaast worden sinds 2018 vriendschapsbanden onderhouden met Pittsburgh (Verenigde Staten).

## Economie

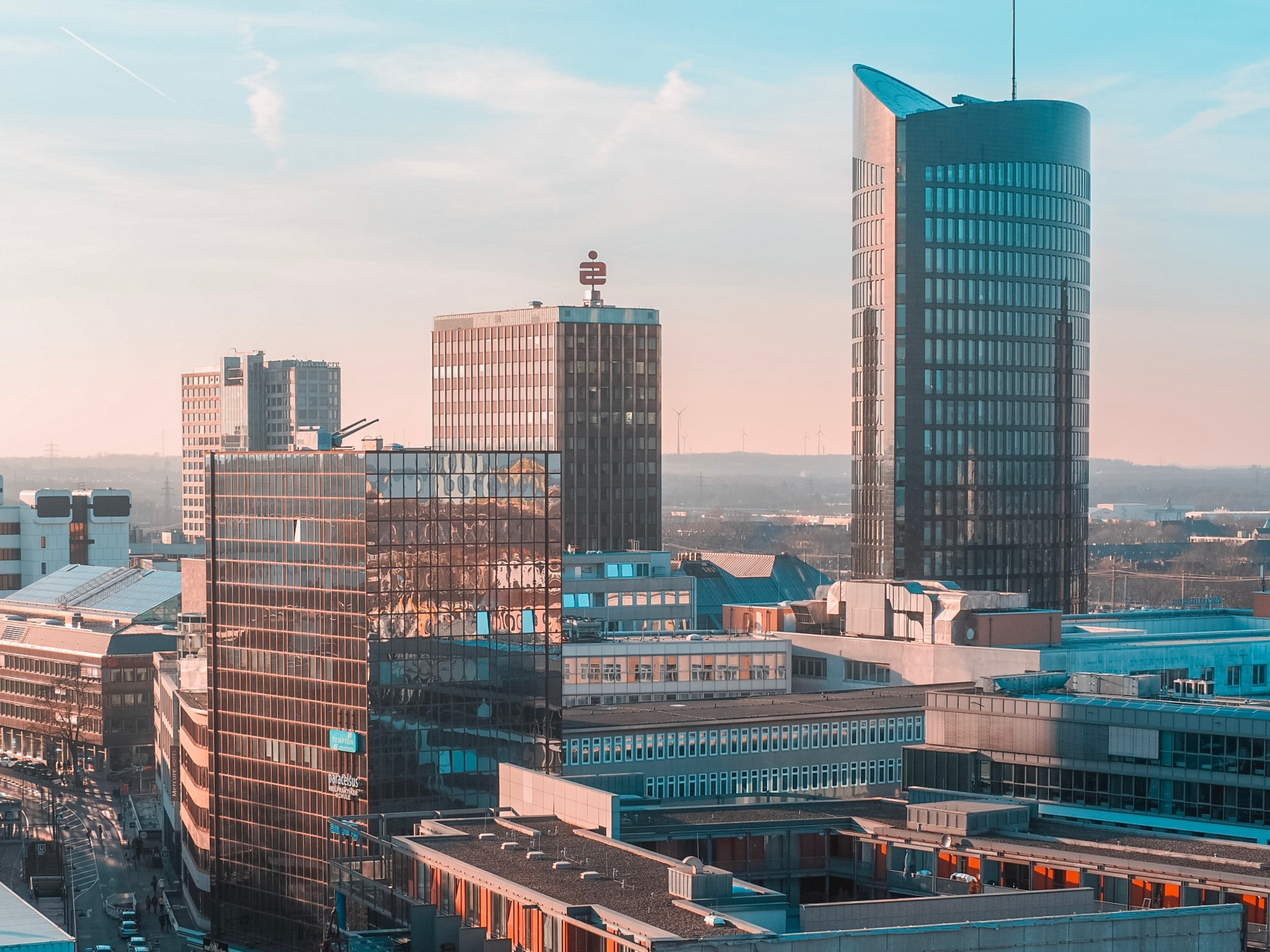
Dortmund Centrum - Zakelijk district "Wallring"

De belangrijkste economische sectoren van Dortmund zijn de informatietechnologie, de energiesector, waaronder Amprion en RWE-Westnetz, en de logistieke sector met Rhenus, Zalando, Amazon en Decathlon.
De tertiaire sector is ook van economisch belang voor de stad, met onder andere administratieve diensten, beurzen, verzekeringsmaatschappijen, banken en hoofdkantoren van enkele grote industriële bedrijven. Ten slotte is toerisme een bron van inkomsten en werk.

### Jaarbeurzen en concerten
De jaarbeurs van Dortmund Westfalenhallen is een van de Duitse plaatsen voor jaar- en tweejaarlijkse beurzen. Een selectie uit terugkerende beurzen:
- Duitse comic con - San Diego Comic-Con International
- GLOW by dm - The Beauty Convention
- Destination Star Trek Germany - Europe's Official Star Trek Convention
- Creativa

In de jaren 80 en 90 werden er ook concerten gehouden, voor pop-, rock- en heavymetalbands, met op 17 en 18 december 1983 een groot, op televisie uitgezonden, concert, met onder andere de (toen) bekende namen als Judas Priest, Iron Maiden, Krokus, Def Leppard, Michael Schenker Group, Ozzy Osbourne, Quiet Riot en Scorpions.

## Stadsbeeld

### Architectuur

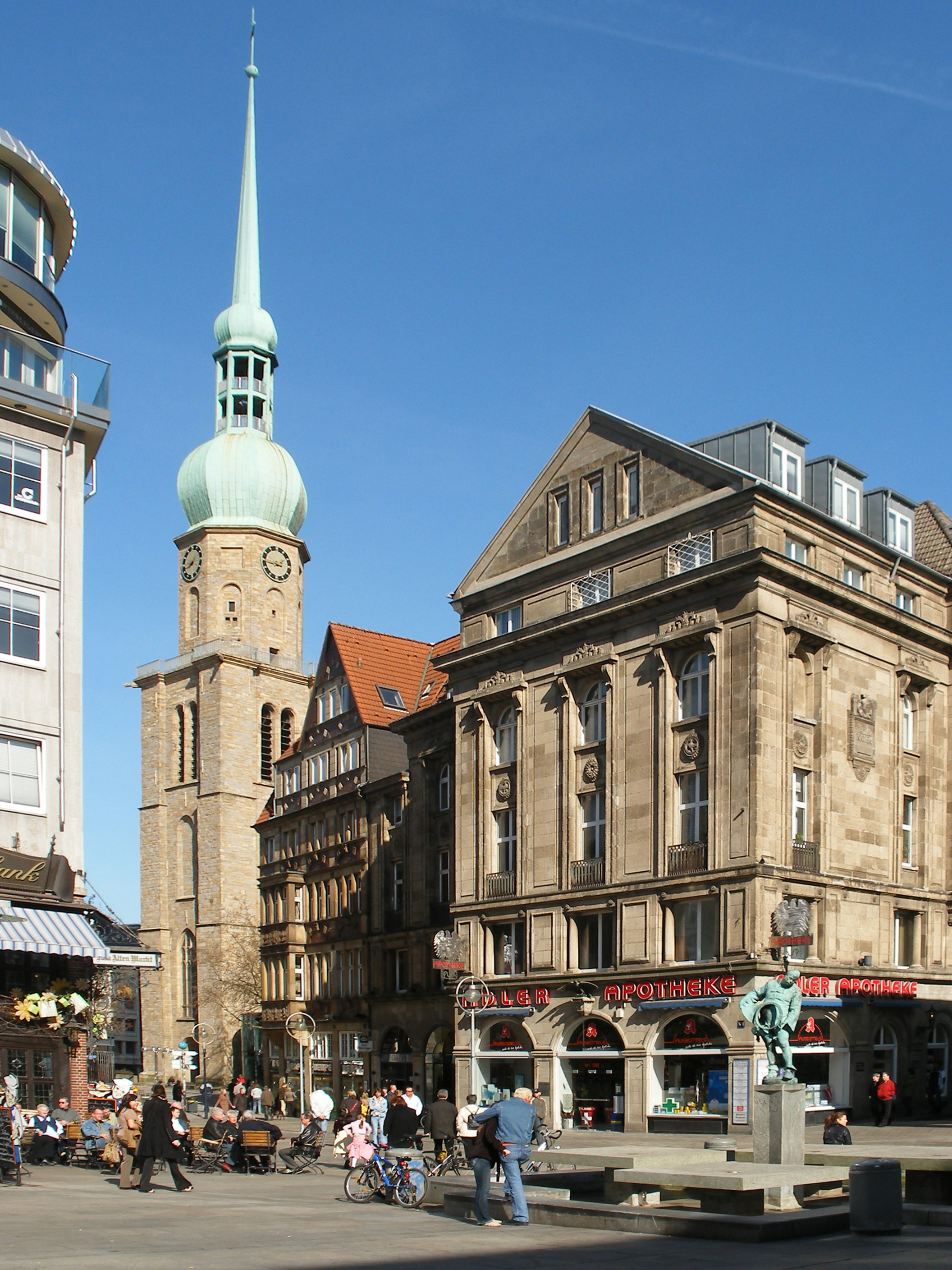
Oude Markt en Reinoldikerk

Vanwege de verwoestingen in de Tweede Wereldoorlog is er veel ruimte voor nieuwbouw. De stad profileert zich als internationale architectuurstad met moderne wolkenkrabbers, inkoopcentra en kantoorgebouwen.
De volgende plaatsen en bouwwerken zijn bepalend voor het stadsbeeld van Dortmund.

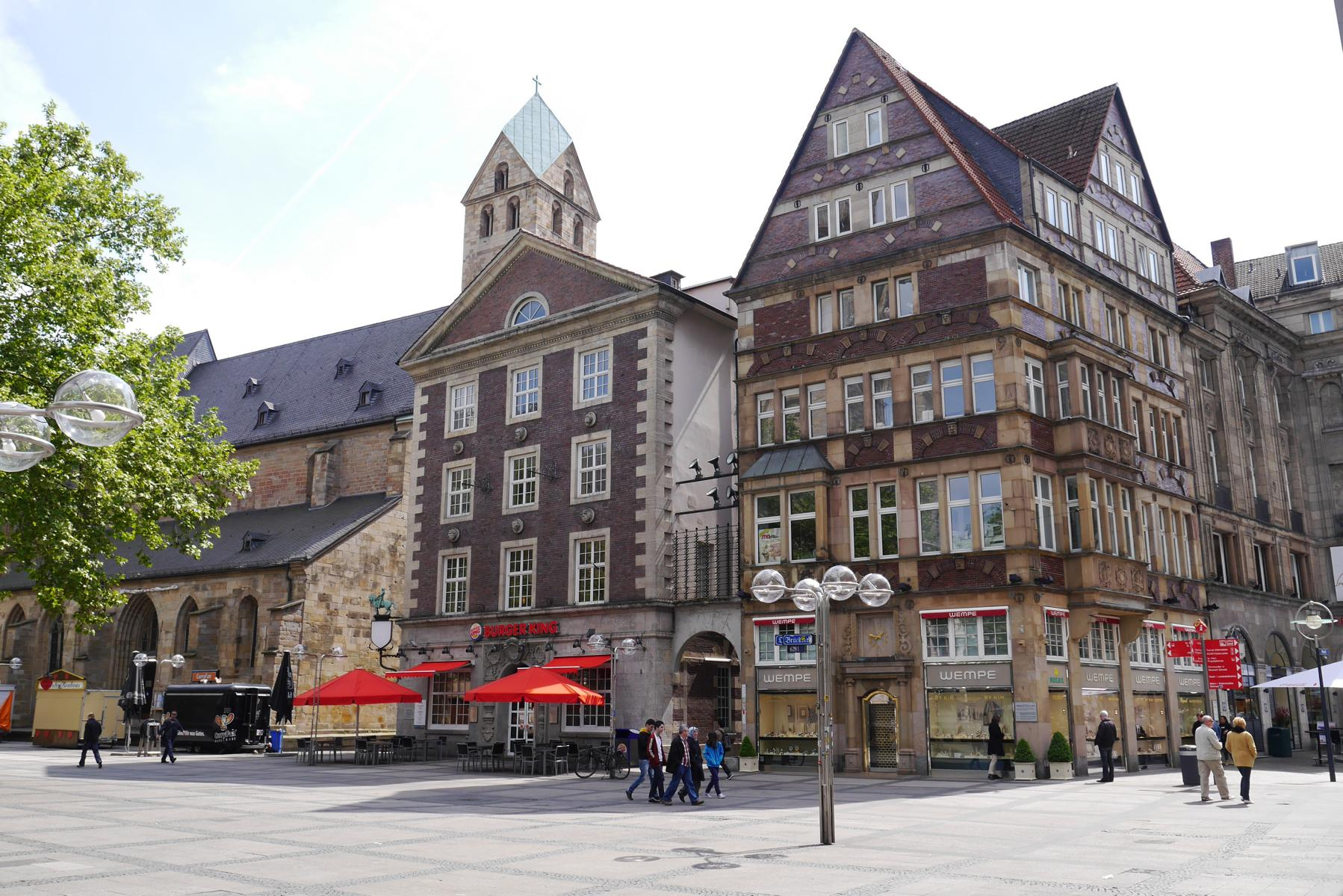
Oude binnenstad

De Reinoldikirche uit de dertiende eeuw. De heilige Reinold was de patroonheilige van de stad tot aan de reformatie. De in de oorlog beschadigde klok is nog steeds een symbool van de vrede.
Naast de Reinoldikirche staat de Marienkirche uit de twaalfde eeuw uitgevoerd in de romaanse bouwstijl. Tijdens de verbouwingen in de vijftiende eeuw zijn daar gotische elementen aan toegevoegd. De kerk herbergt een Maria-altaar van Conrad von Soest uit 1420 en het Berswordtaltaar uit 1395. De Adler Apotheke naast de Mariakirche dateert uit 1322. De eigenaren van die apotheek zijn nog tot 500 jaar terug bekend.

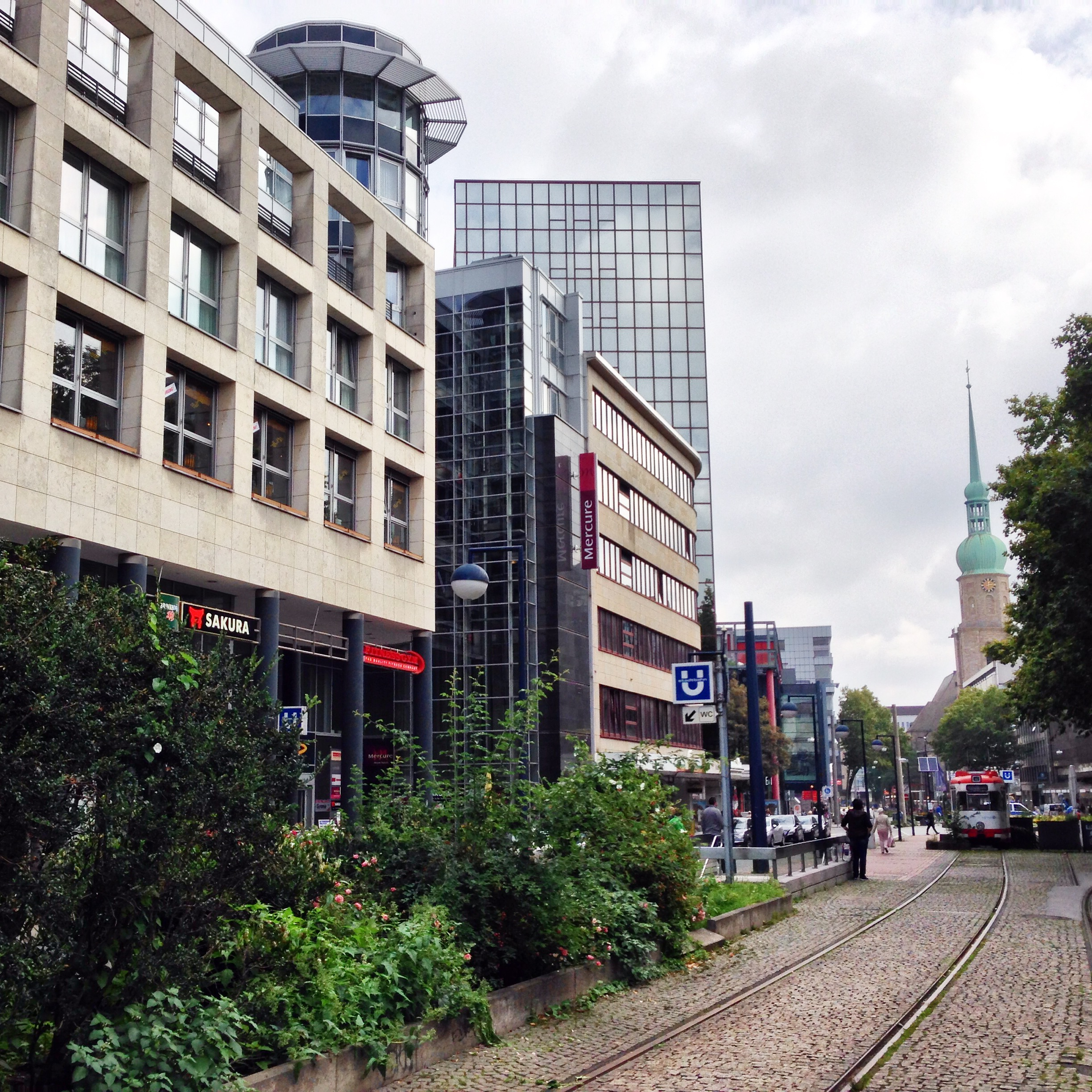
Nieuwe binnenstad

Er is ook een gotische hallenkerk St. Petri uit de veertiende eeuw met een altaar van de Antwerpse meester Gilles uit 1521 dat veel toeristen trekt.
Ten westen van de Hansaplatz ligt de enige katholieke kerk uit de binnenstad van Dortmund - St. Johannes Baptist. De eerste steen werd gelegd in de veertiende eeuw door de broeders van de Dominicanen of Orde der Predikheren die zich in Dortmund kwamen vestigen. Zij werden verschillende malen verdreven en daarom hebben ze de bouw van de hallenkerk pas in 1458 kunnen voltooien. De Tweede Wereldoorlog heeft ook hier een groot deel van de kerk vernield. Alleen een deel van de oostvleugel stamt nog af van de oorspronkelijke kerk. Een aantal middeleeuwse kunstwerken uit de kerk bleven wel gespaard van het bommengeweld. Blikvangers zijn het altaar van Derick Baegert met bijhorend retabel dat de oudste afbeelding van de stad bevat, het bombastische orgel van Siegfried Sauer en het levensechte beeld van Maria met kind.
Het oude stadhuis van Dortmund is in 1899 gebouwd. Als gevolg van oorlogsschade uit de Tweede Wereldoorlog is het in vereenvoudigde vorm herbouwd met behoud van de oorspronkelijke architectuur. Op het gebouw prijkt het stadswapen met adelaar.

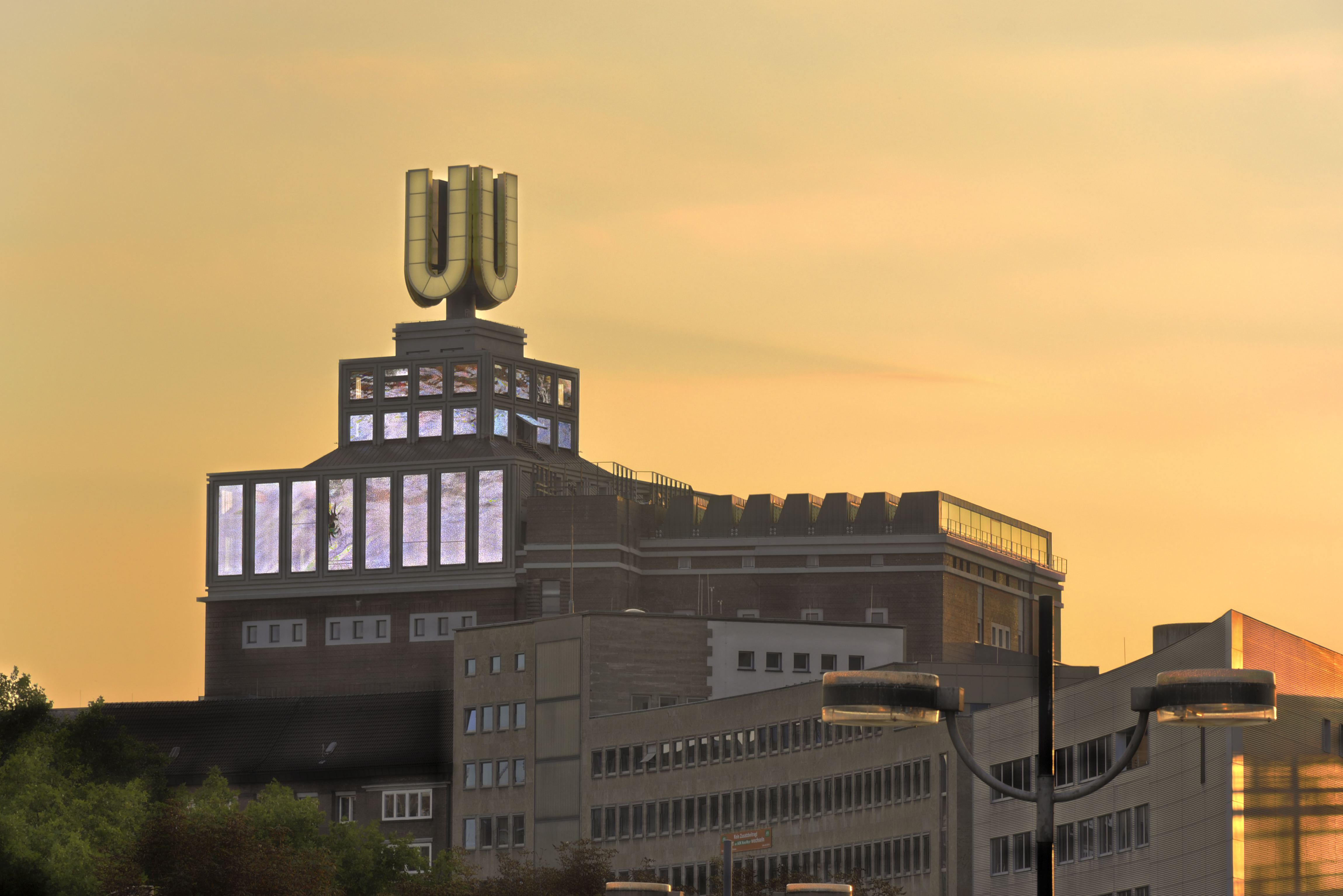
Dortmunder U

De Adlerturm is een gereconstrueerde toren van de middeleeuwse stadsmuur in Dortmund. Hij werd gebouwd boven op de oorspronkelijke basis van de stadsmuren. De toren herbergt op zes verdiepingen een kindermuseum op de middeleeuwse stadshistorie.
Het Dortmunder U-gebouw gebouwd in 1926-1927 is een van de bekendste herkenningstekens van de stad. Het gebouw van de voormalige Union-brouwerij is nu een centrum voor hedendaagse kunst en cultuur. Deze herbergt naast het Museum Ostwall talrijke andere partners en verenigingen uit de kunst- en mediasector. Het gebouw doet eveneens dienst als centrum voor culturele opleidingen. Het gebouw doet eveneens dienst als centrum voor culturele opleidingen. Ook de dakterras en wisselende video-installaties op de gevel zijn een blikvanger.
De kolenmijn Zollern Dortmund maakt deel uit van het Westfälisches Landesmuseum für Industriekultur (Westfaals museum voor industriecultuur), het grootste industriemuseum in Duitsland. Het vroegere "Schloss der Arbeit" (kasteel van de arbeid) is een van de mooiste getuigen van het industriële verleden van Europa. De kolenmijn, die in 1904 werd gebouwd, beschikte van de modernste installaties uit haar tijd. Sinds haar definitieve sluiting in 1968 is de mijn vooral bewaard gebleven dankzij haar prachtige jugendstilarchitectuur die op het eerste gezicht helemaal niet aan een industrieterrein doet denken.

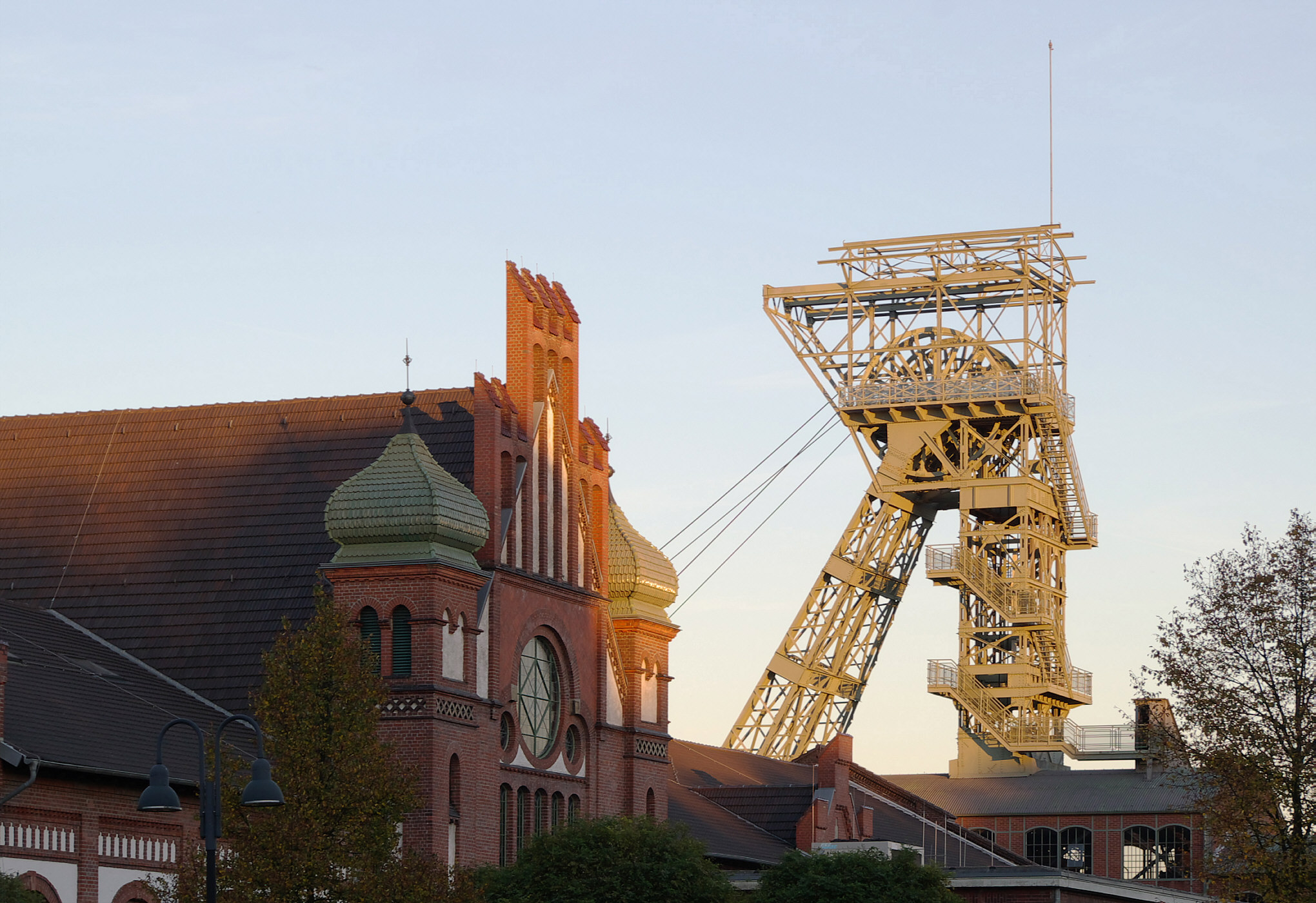
Kolenmijn Zollern

- Florianturm (Televisietoren, 206 m)
- Westfalenhalle (Multifunctionele evenementenhal)
- Signal Iduna Park (Voetbalstadion)
- Altes Hafenamt (Havenautoriteit)
- Wasserschloss Bodelschwingh (Oud kasteel)
- Kokerei Hansa
- Denkmal Hohensyburg
- Hörder Burg

### Winkels en markten

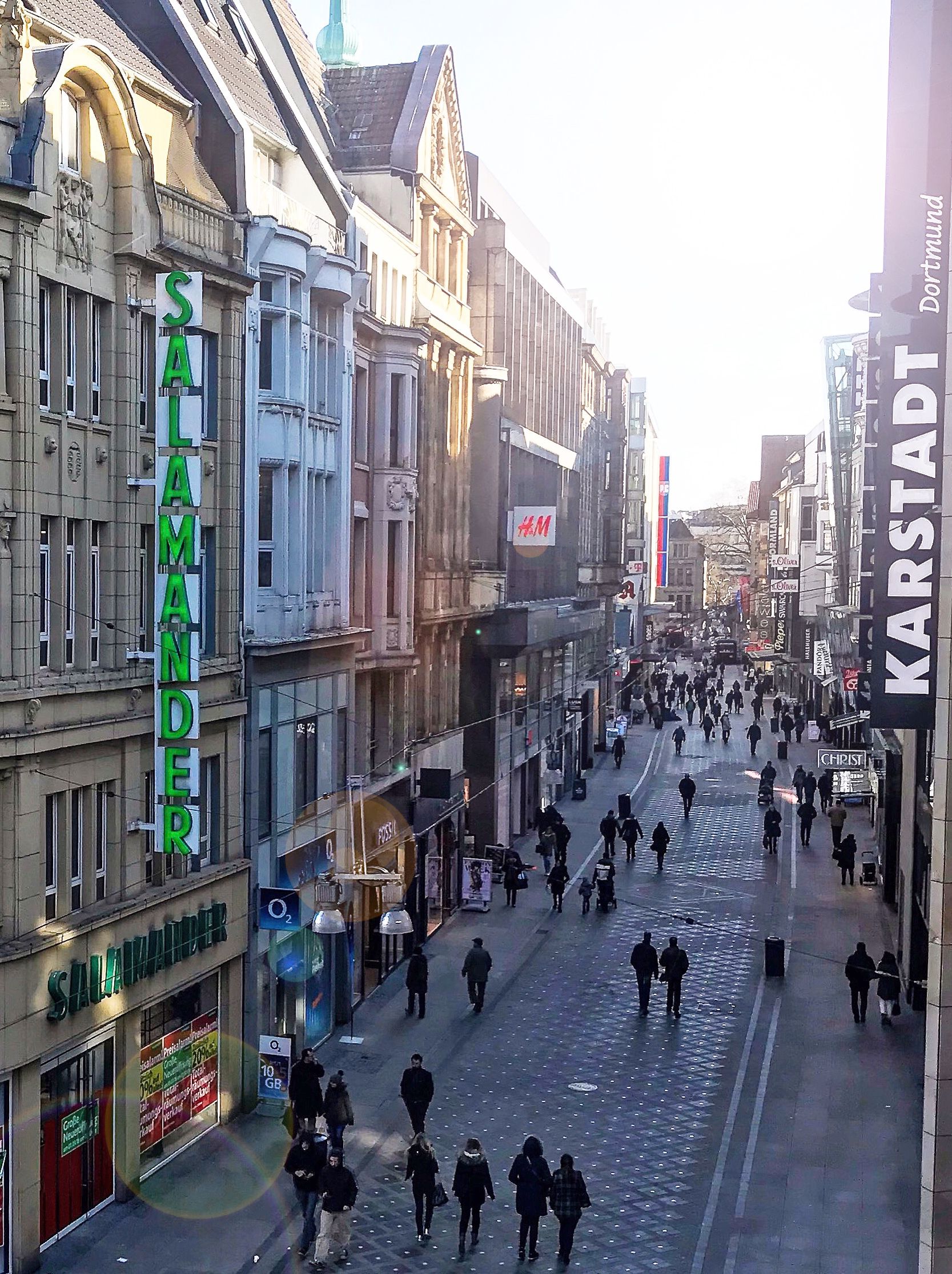
Winkelstraat Westenhellweg

Dortmund geldt als een populaire winkelstad. Bekende winkelstraten en -centra zijn de Westenhellweg, Ostenhellweg, Kleppingstraat, Kampstraat en Brückstraat. Naast de kleine winkels hebben de grotere (kleding-)winkelketens zoals H&M, Mango, Zara, C&A, Primark, Karstadt, Hema en Peek & Cloppenburg er een vestiging. Wie het liever wat dichter bij elkaar heeft, kan naar de Thier-Galerie. Dit winkelcentrum bevat allerlei winkels en eetgelegenheden. Dortmund het hoogste aantal exclusieve winkelformules van alle steden in Ruhrgebied.
Ten zuidwesten van de Alte Markt (Oude Markt) ligt het grote Hansaplein. Hier zijn veel luxe merken zoals Hermes, Zumnorde en Lloyd. Er worden evenementen georganiseerd, er zijn af en toe betogingen en elke week kan je er op woensdag, vrijdag en zaterdag terecht voor een grote markt. De gebouwen rondom het plein, dat tot het einde van de 19e eeuw Wickedeplatz heette, huisvesten grotendeels banken op het grote Althoff warenhuis en de tot sporthuis omgebouwde bibliotheek na.
De kerstmarkt in Dortmund trekt veel toeristen en is de grootste kerstmarkt van Europa. Deze bestaat uit meer dan 300 kraampjes en de grootste kerstboom ter wereld. De kerstmarkt begint in november en gaat door tot eind december. De hele stad wordt omgetoverd tot een gezellig kerstdorp met verlichtingen en versieringen. Alleen hier is het mogelijk om kerstgroeten te versturen op kerstpapier met een speciale postzegel en stempel.

## Kunst en cultuur

### Bezienswaardigheden

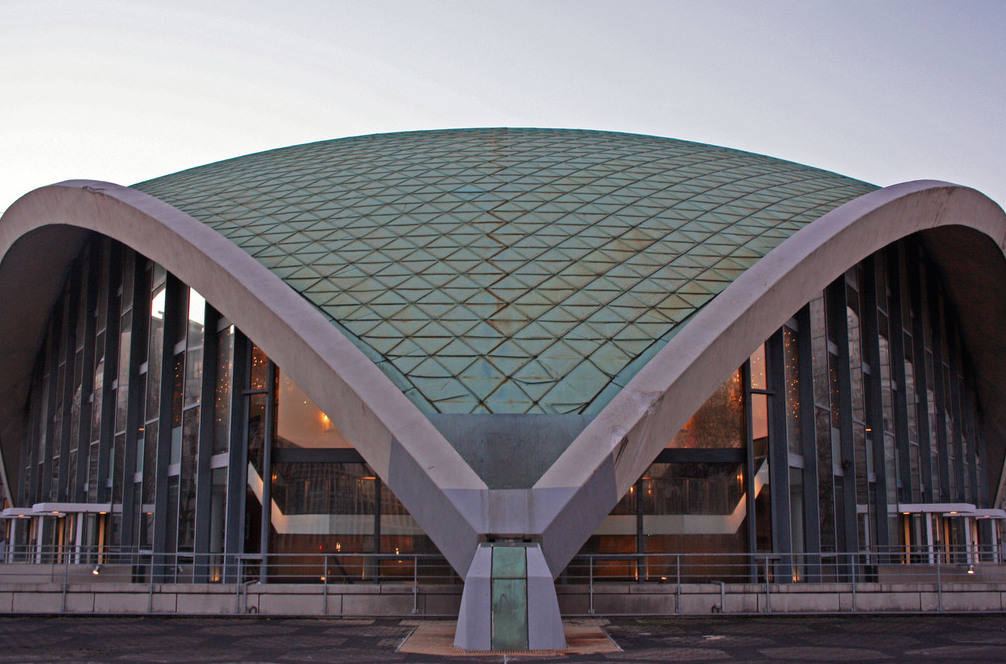
Operagebouw van Dortmund

Dortmund heeft een ballettheatergebouw, een operagebouw, het Dortmund Symphony Orchestra en diverse andere uitgaansgelegenheden. In de stad bevinden zich diverse musea, waaronder het Duitse voetbalmuseum, het Museum Ostwall, dat sinds 1969 de collecties van de verzamelaar van naam bevatten, en het historisch museum.
Het Dortmundse uitgaansleven telt veel cafés en restaurants, voornamelijk rond de Oude Markt, het Vrijheidsplein, de Kleppingsraat en de Kaiserstraat. Als studentenstad kent Dortmund een levendig uitgaansleven. Veel horeca is geconcentreerd in de stadswijk Kreuzviertel, met cafés als OmaRosa, Schönes Leben, Café Lotte en Kieztörtchen.
Naast deze vaste locaties is Dortmund een echte evenementenstad.

#### Kerken

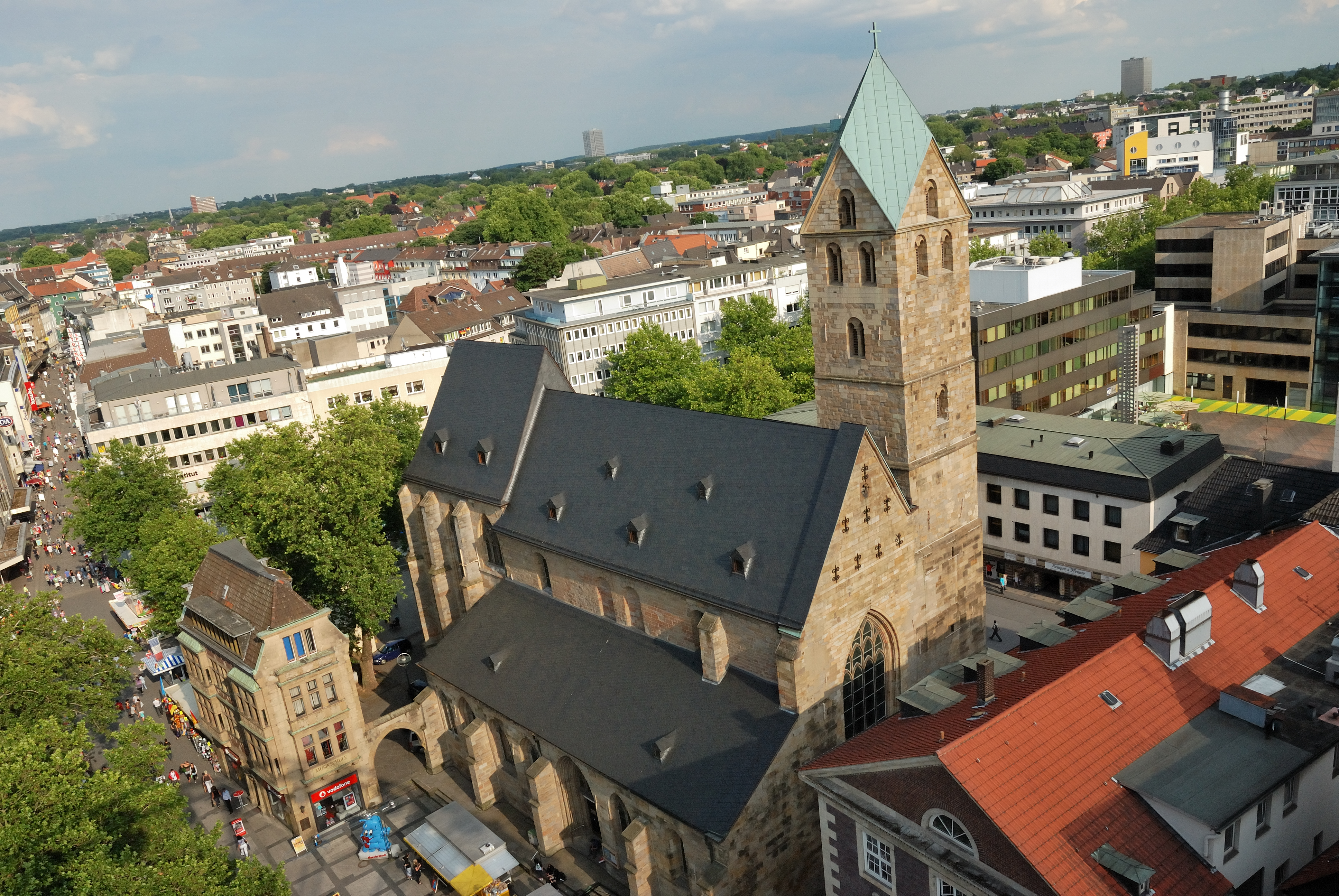
Marienkerk

- Sint-Reinoutkerk Duits: Reinoldikirche (gebouwd in 1233-1450)
- Mariakerk Duits: Marienkirche (gebouwd in 1170–1200)
- Propsteikirche Klooster van de Dominicaanse Orde in het stadscentrum (gebouwd in 1331-1353)
- Petrykerk Duits: Petrikirche (gebouwd in 1322)
- Sint-Petruskerk Duits: St. Peter (gebouwd in 996)

#### Muziek
- Konzerthaus Dortmund
- Theater Dortmund

#### Industrieel erfgoed

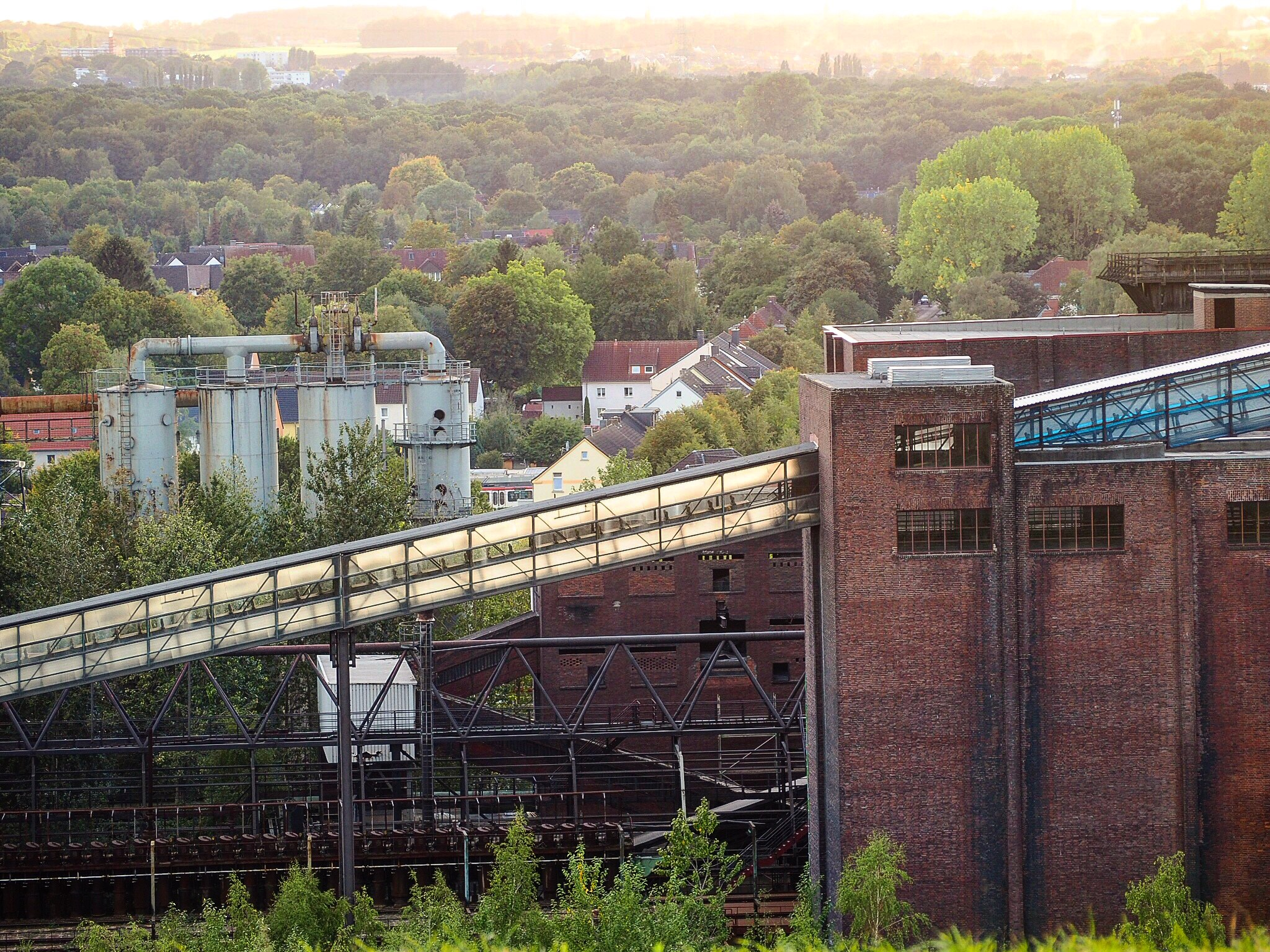
Kokerei Hansa Dortmund-Huckarde, overzicht van Deusenberg

- Kokerei Hansa, een van de belangrijkste musea voor industrie
- Zeche Zollern, het paleis onder de mijnen
- Phoenix-West, stilgelegd hoogovencomplex en Gashouder
- Zeche Adolf von Hansemann, mijnencomplex in Dortmund-Mengede
- Besucherbergwerk Graf Wittekind, mijnbouwmuseum in Dortmund-Syburg

#### Musea

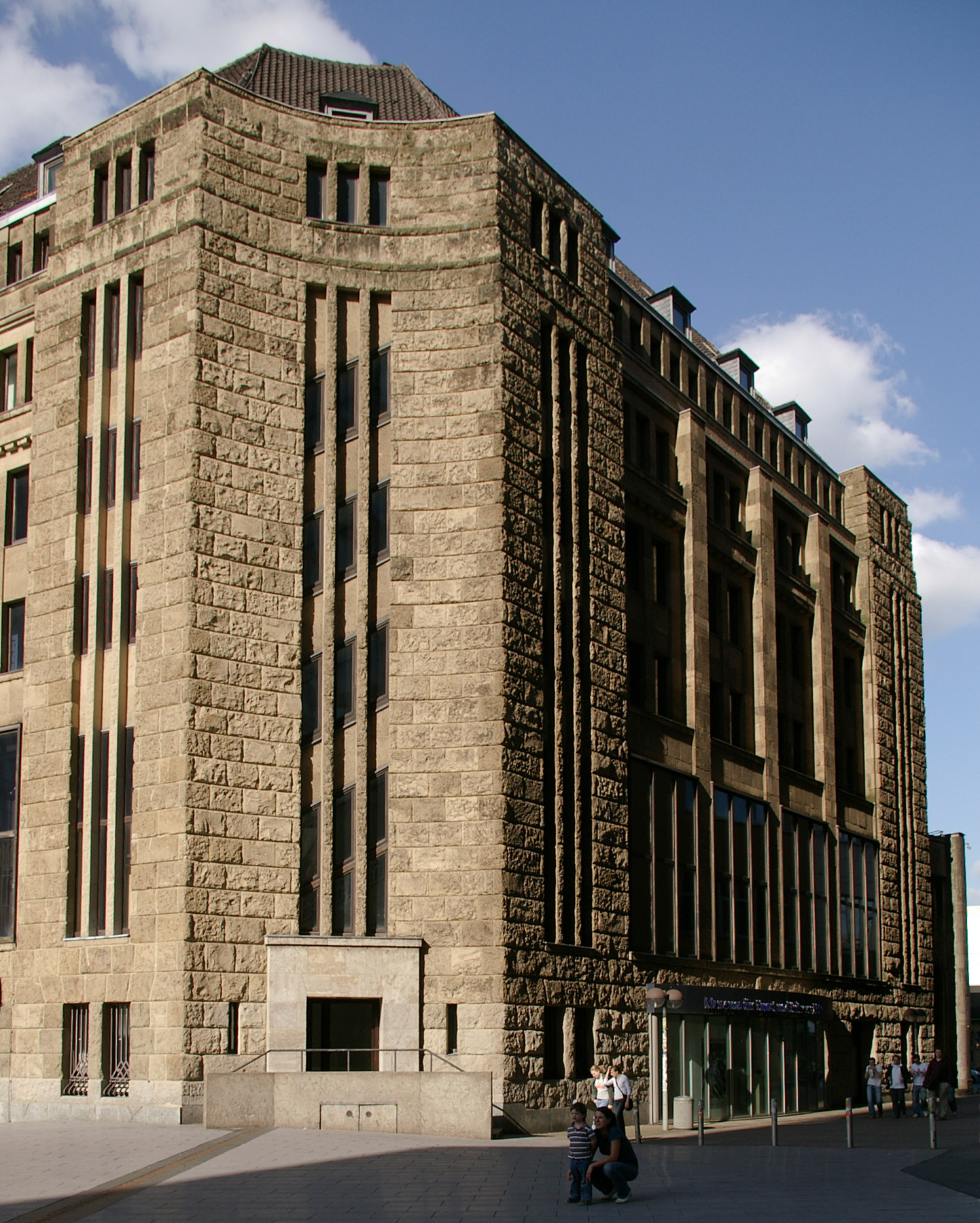
Museum für Kunst und Kulturgeschichte

- Brauereimuseum Dortmund, bier-museum van Dortmund en Westfalia
- DASA – Arbeitswelt Ausstellung
- Deutsches Fußballmuseum, een van de belangrijkste musea voor voetbal van Europa
- LWL-Industriemuseum – Westfälisches Landesmuseum für Industriekultur
- Museum Ostwall, een van de belangrijkste musea voor de Schone Kunsten van Duitsland
- Museum für Kunst und Kulturgeschichte, museum over de geschiedenis van Westfalen en Dortmund
- Museum Adlerturm
- Museum für Naturkunde, natuurhistoriemuseum van Dortmund en Westfalia

#### Theater
- Theater Dortmund
- Fletch Bizzel
- Theater im Depot
- Theater Olpketal
- Hansa Theater

### Gastronomie
De traditionele drank uit Dortmund en omgeving is de Dortmunder, een bierstijl uit Dortmund, donkerder en voller dan pils en gedronken in de "Stößchen". De meest populaire merken zijn Dortmunder Actien-Brauerei (DAB Bier), de Dortmunder Union-Brauerei (Siegel Pils), Bergmann Brauerei (Bergmann Spezial), Ritter Brauerei (First), Hansa Brauerei, Thier Brauerei en de Privatbrauerei Dortmunder Kronen een HÖVELS. In 2008 bestond ongeveer 10% van het in Duitsland geconsumeerde bier uit Dortmunder.
Typische gerechten zijn de pfefferpotthast (Nederlands: piäpperpottharst), Kroeboet (Nederlands: balkenbrij), pompernikkel met reuzel en de currywurst.

### Natuur
Dortmund is voor een stad rijk aan natuur. Binnen de gemeentegrens ligt een omvangrijk, ruigbegroeid duingebied, met daarlangs een breed, natuurlijk zandstrand van bijna twaalf kilometer lang. Verspreid door de stad liggen enkele grotere en kleinere parken, zoals het Rosarium, Westfalenpark, Westpark en Ostpark, Fredenbaum, Bolmke, Grävingholz, Rahmer Wald, en de Schwerter Wald.

#### Parken

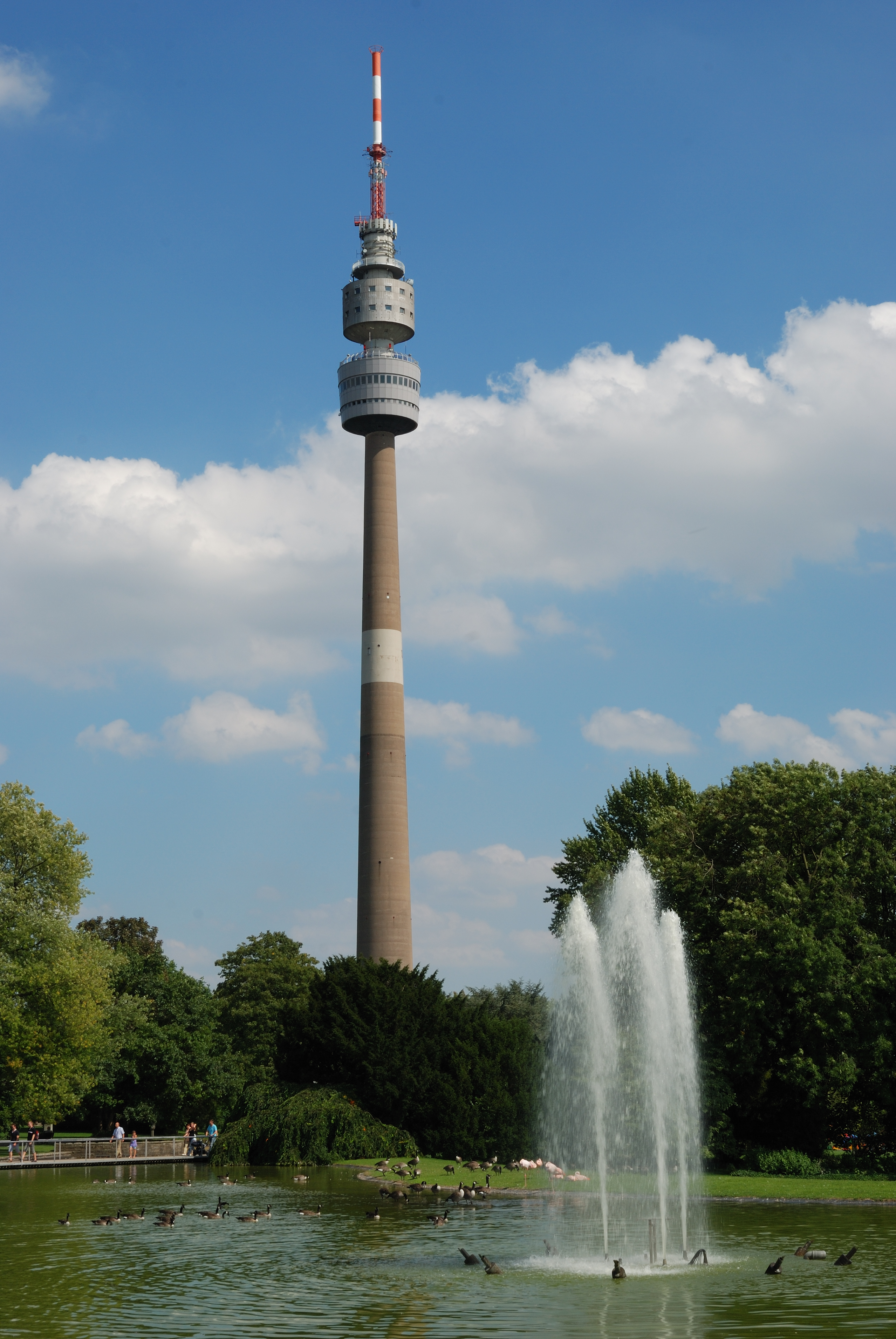
Televisietoren van Dortmund, Florian in het Westfalenpark

De grootste groene oase van Westfalen en Dortmund is het Westfalenpark. Het park omvat een klein treintje, het beachvolleybalplein, het minigolfparcours, het kookboekmuseum en de uitgestrekte graspleinen. In het bekende Deutsche Rosarium maak je een van de kleurrijkste wandelingen uit je leven, want je wordt er omgeven door meer dan 3.800 rozensoorten.
Rombergpark - In 1927 werd dit gebied omgetoverd tot een botanische tuin en heeft nu ongeveer 4500 boomsoorten. Maar de geschiedenis van dit park gaat zelf terug tot 1820 toen de adellijke familie Romberg begon met het aanleggen van een Engels landschapspark. In 1944 werd de botanische tuin zwaar beschadigd en het voormalige kasteel van Romberg werd vernietigd.
Fredenbaum - Het 63-hectare grote park is de groene long van Dortmund's noorden. Er is een speeltuin, bootverhuur, minigolf, bbq-gebieden en avonturenterrein.
Het Westpark werd oorspronkelijk gebouwd in 1811 als een Westentotenhof. Dit is een kerkhof dat buiten de stadsmuren viel. Als je door het park wandelt zie je nog verschillende oude grafstenen. Het park wordt vooral gebruikt in de zomer om events te organiseren of te barbecueën of te picknicken.

#### Natuurgebieden

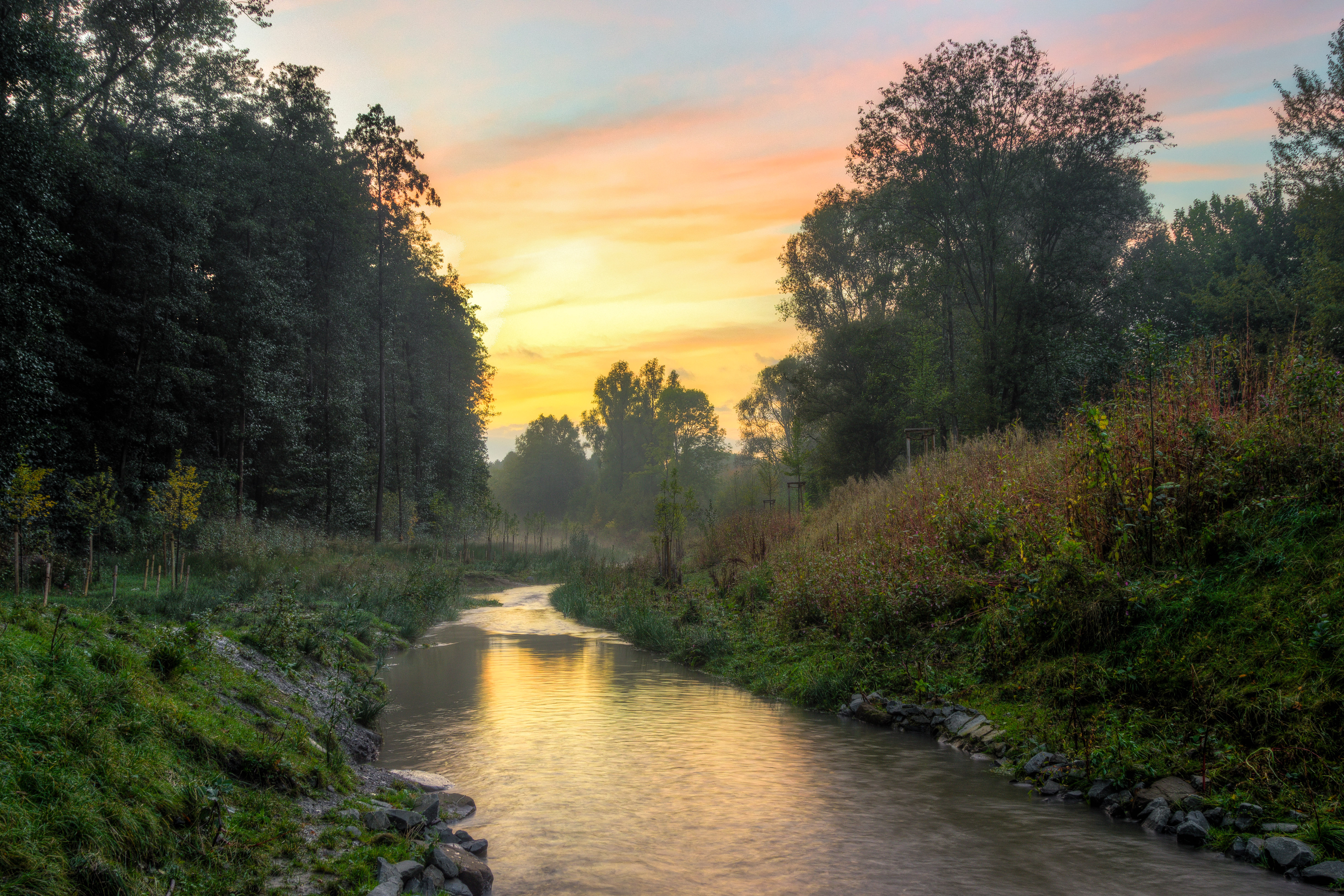
Natuurgebied Bolmke

Het Schwerter Wald is een uitgebreid bosgebied en recreatiegebied ten oosten van Dortmund. In 1843 werd er beslist dat hier een bos mocht komen en al vlug werd het een populaire uitstap voor de inwoners van Dortmund. In 1899 werd er zelfs al een tramlijn richting dit bos aangelegd.
Het natuurgebied Grävingholz is een bosrijk gebied in het noorden van Dortmund. Het gebied is gevormd net na de ijstijd en sindsdien behouden als bosgebied. In de middeleeuwen was dit een geheerd jachtgebied. Er zijn verschillende aangelegde paden voor wandelaars en fietsers.
Bolmke is een natte zone, die in veel delen nog steeds natuurlijk is, maar is sterk veranderd door de massale menselijke interventies. Na de Eerste Wereldoorlog werd kolen in de kolenmijn in de Bolmke ontgonnen. Angezien het gebied dicht bij een dichtbevolkt deel van Dortmund ligt, kan het er vrij druk zijn. Ben je meerdere dagen in de buurt is dit bos wel de moeite waard.
Bittermark - Het bos is het grootste aangesloten bosgebied in het stadsgebied van Dortmund tussen Hagen en Herdecke. Het bos is een populair recreatiegebied voor wandelaars, joggers en fietsers.

### Sport

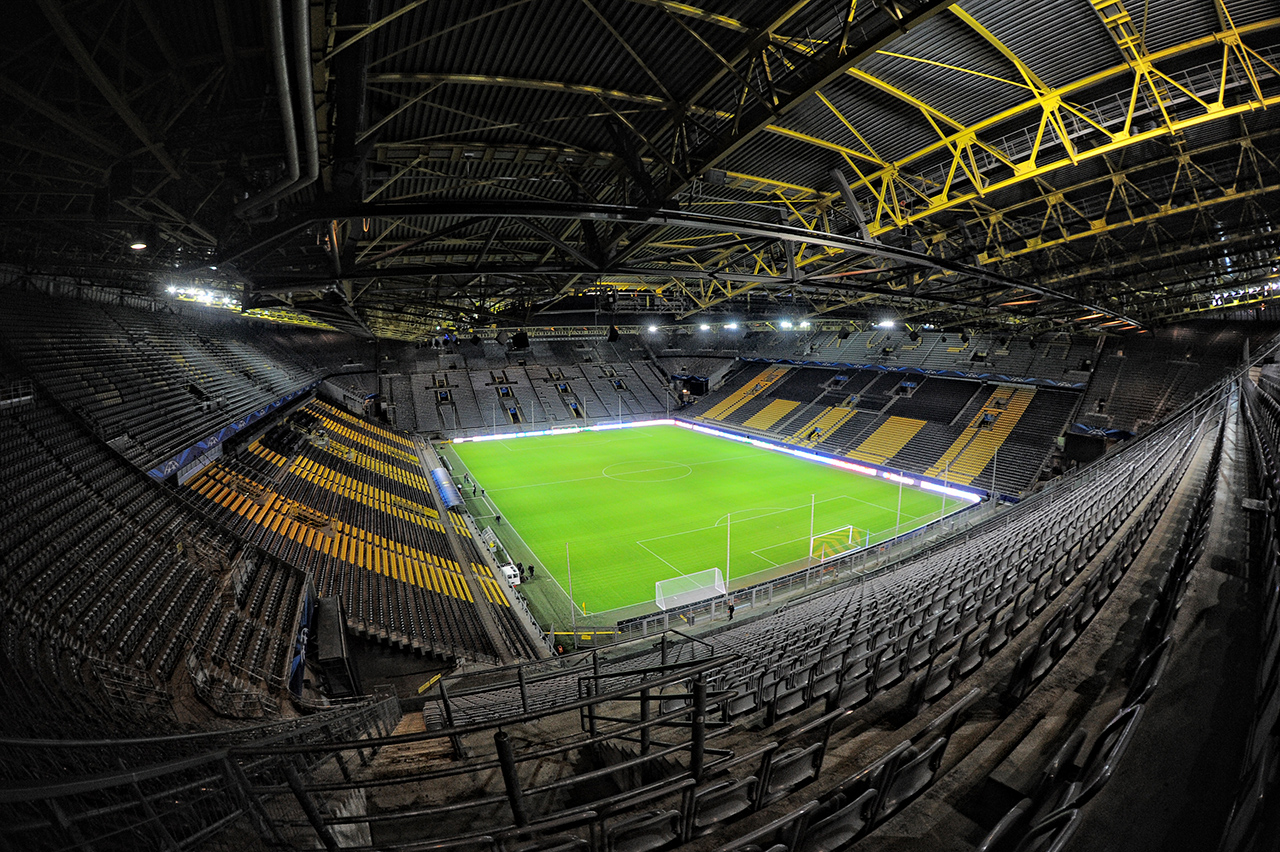
De Westfalenstadion, de thuishaven van Borussia Dortmund

Dortmund is bekend vanwege zijn voetbalclub Borussia Dortmund. De eerste club uit de stad werd in 1895 opgericht als Dortmunder FC 1895. Later volgden nog clubs als VfB 1897, SuS Alemannia 05 en BV 04. Al deze clubs speelden in de begindagen in de hoogste klasse, terwijl Borussia, dat in 1909 opgericht werd, voornamelijk in de tweede klasse actief was tot de club in 1936 promoveerde naar de Gauliga Westfalen. Geen enkele van de oudere gevestigde clubs kon het niveau van de Gauliga aan en zo werd de club vanaf 1936 de onbetwiste nummer 1 van de stad, een plaats die het nooit meer af zou geven. De werkelijke bloeiperiode van de club kwam in de jaren vijftig, toen de club voor het eerst kampioen werd. Borussia zou hierna nog zes titels winnen en was ook de allereerste Duitste club die een Europese beker won (in 1966). In 1997 won de club zelfs de Champions League en de Wereldbeker voor clubs. Dortmund werd tevens de kampioen van Duitsland
in 2011 en 2012.

#### Stadions
Het Signal Iduna Park voorheen: Westfalenstadion) van Borussia Dortmund is het grootste stadion van de stad en Duitsland (81.360 toeschouwers) en werd ook gebruikt tijdens het WK 2006 en EK 2024. Daarvoor was Dortmund al speelstad bij het WK voetbal van 1974 en EK voetbal van 1988. Het stadion bevindt zich 4 kilometer ten zuiden van het centrum van Dortmund.
De Westfalenhalle is de oudste en grootste multifunctionele evenementenhal van Duitsland. De arena is geopend in 1925 en 1952 en biedt ongeveer plaats aan 15.000 toeschouwers (afhankelijk van het evenement). Verder zijn er nog de Stadion Rote Erde en Sporthalle Wellinghofen. Het Stadion Rote Erde is een voetbal- en atletiek ligt direct naast Signal Iduna Park en heeft een capaciteit van 25.000 plaatsen, waarvan 3.000 overdekte zitplaatsen.

#### IJshockey
Dortmund was in 1955, 1983 en 1993 gastheer van het WK ijshockey.

## Verkeer en vervoer

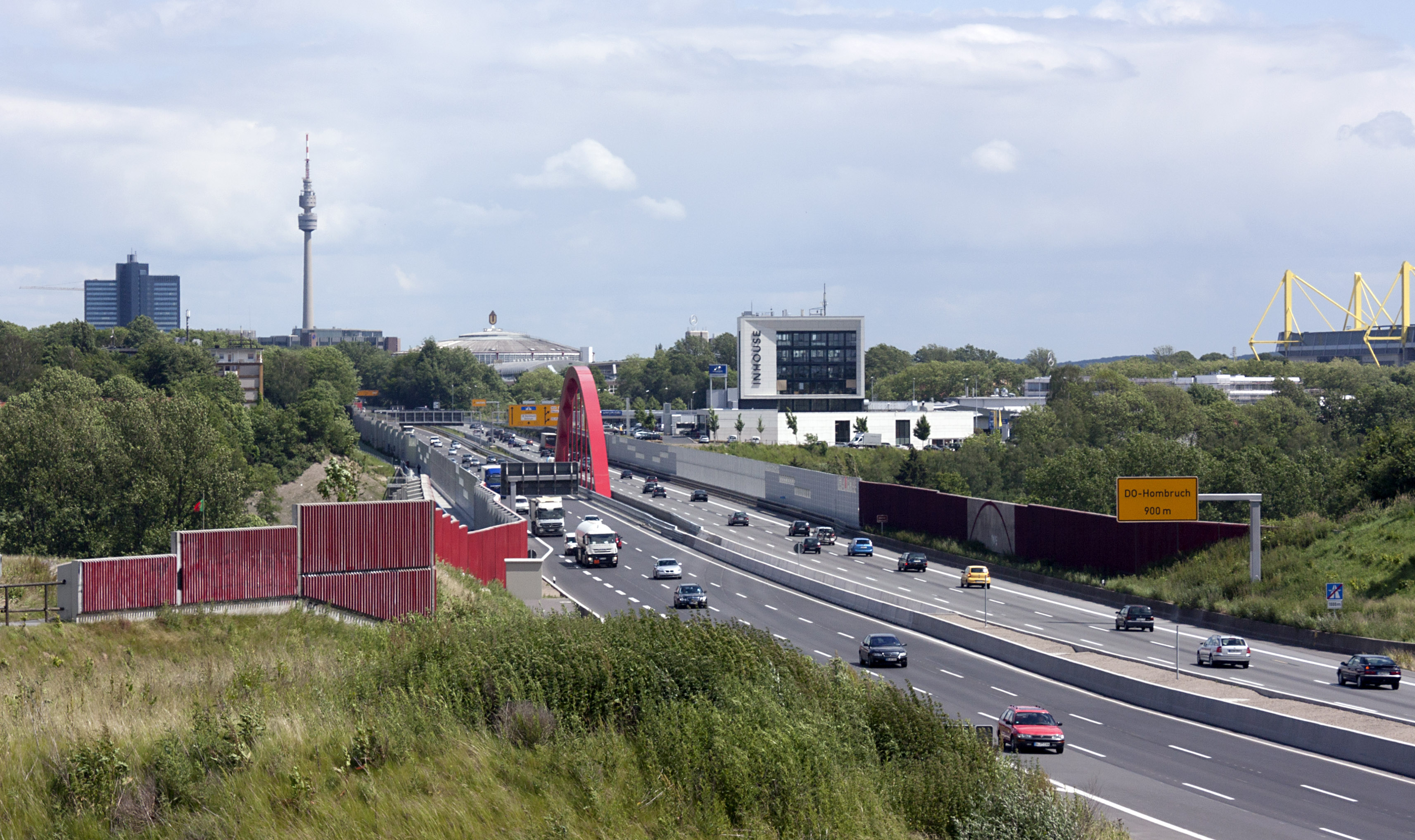
Bundesautobahn A40 in Dortmund

Dortmund is een verkeersknooppunt in de regio Westfalen. De stad wordt omringd door enkele belangrijke "autoroutes" en beschikt over een eigen luchthaven, een centraal station en een binnenhaven die behoort tot de grootste van Europa.

### Wegverkeer
Het stedelijke gebied van Dortmund is door de volgende snelwegen omgeven:
- A 1 Bremen - Keulen
- A 2 Oberhausen - Berlijn
- A 40 Dortmund - Venlo
- A 42 Dortmund - Kamp-Lintfort
- A 44 Aachen - Dortmund - Kassel
- A 45 Dortmund - Aschaffenburg

Verder lopen de Bundesstraßen ‘B 1’, ‘B 54’, ‘B 235’ en ‘B 256’ en door de stad.

### Spoorwegen

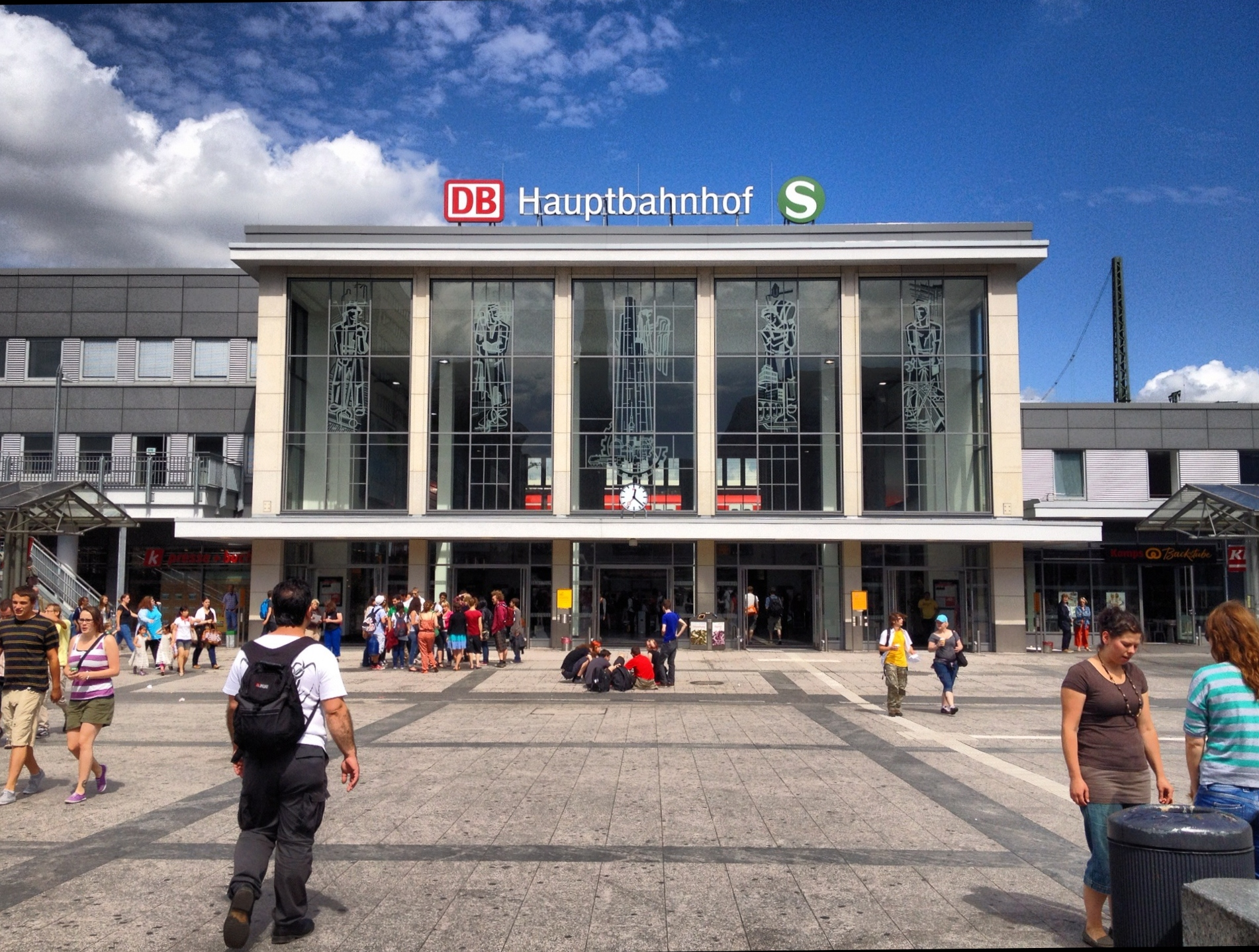
Dortmund Centraal Station

Dortmund Hauptbahnhof is het op twee na grootste langeafstandknooppunt van Duitsland en een van de belangrijkste stations van Europa met verbindingen in alle richtingen. Elke dag passeren 982 treinen, wat Dortmund het drukste treinstation van het Ruhrgebied maakt. Op dit station stoppen de ICE- en IC-treinen alsmede een paar lijnen van de S-Bahn Rhein-Ruhr. Daardoor heeft Dortmund directe verbindingen met onder meer Berlijn, Keulen, Hamburg, Frankfurt am Main, München en ook met internationale bestemmingen als Parijs, Brussel, Luik, Bazel, Wenen en Innsbruck.
De hogesnelheidstrein Eurostar van Parijs stopt ook in Dortmund Hauptbahnhof. Vanuit Nederland is de stad met een rechtstreekse treinverbinding vanaf Enschede te bereiken.
Het station Dortmund Hörde ligt aan de spoorlijn Dortmund - Soest. Dit station heeft een metrostation ("Bf. Hörde"), een Stadtbahn-station en meerdere bushaltes.

### Luchthaven
Dortmund heeft ook een eigen internationale luchthaven: Flughafen Dortmund. De luchthaven heeft zich de laatste jaren  ontwikkeld van een klein regionaal vliegveld tot een belangrijke luchthaven in Noordrijn-Westfalen.

### Scheepvaart
Dortmund is met 2.734.000 miljoen ton vracht per jaar de grootste kanaal binnenhavenstad van Duitsland en Europa. Het Dortmund-Eemskanaal (Duits: Dortmund-Ems-Kanal) is een 265 kilometer lang kanaal tussen de haven van Dortmund en Emden. Dit kanaal verbindt tevens het Ruhrgebied en het Mittellandkanaal. Het bestaat uit een noordelijk en een zuidelijk gedeelte.
Het zuidelijke gedeelte loopt van Dortmund tot aan de splitsing van het Mittellandkanaal. Dit gedeelte heeft twee sluizen. Dit is het belangrijkste gedeelte en wordt daarom ook verdiept en verbreed, zodat groot-rijnschepen over enkele jaren via het Wesel-Dattelnkanaal, het Dortmund-Emskanaal, het Mittellandkanaal, het Elbe-Havelkanaal en de Untere-Havelstrasse naar Berlijn kunnen.

## Onderwijs en wetenschap

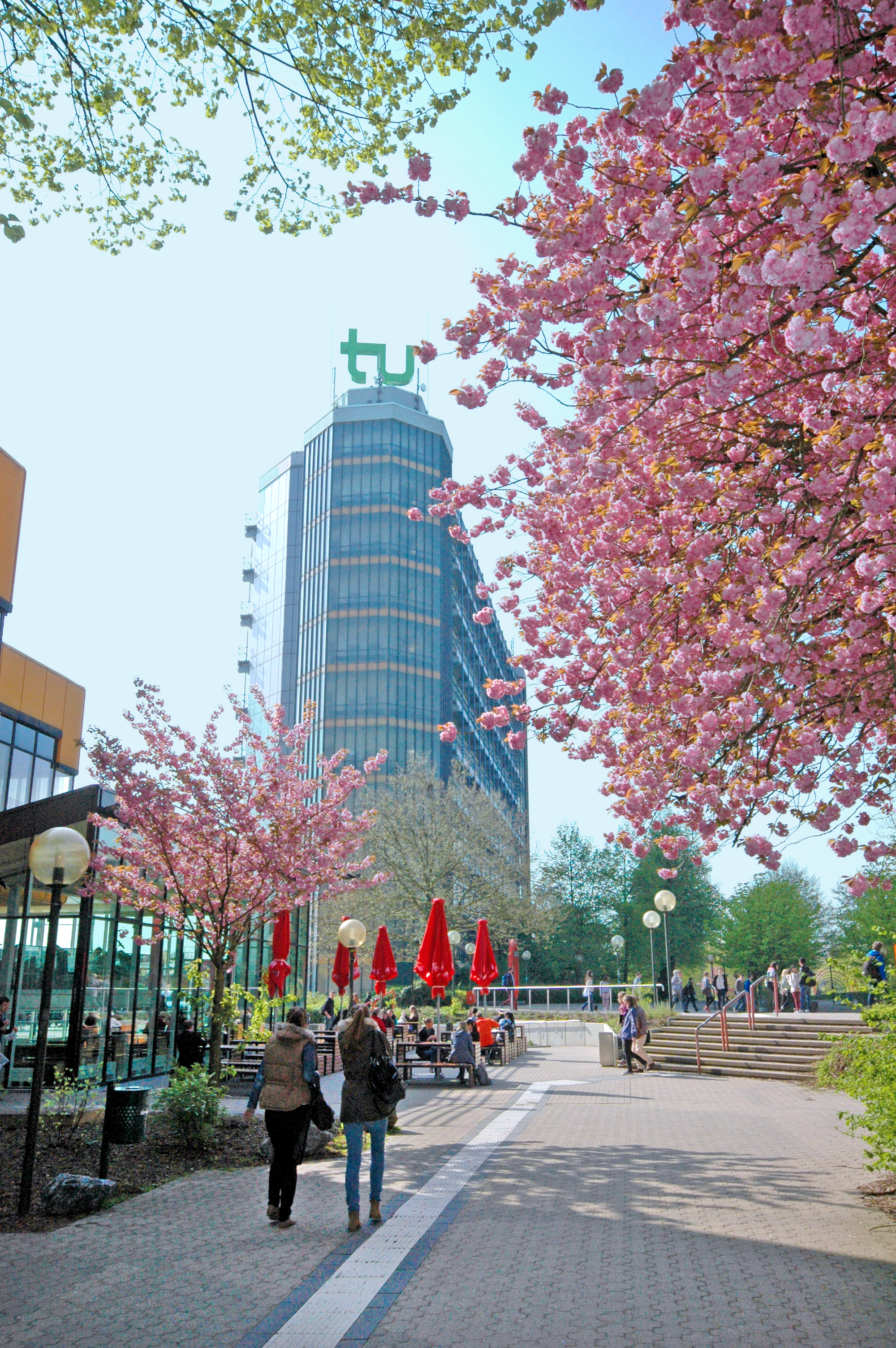
Technische Universiteit Dortmund

Dortmund bezit een hoge concentratie van wetenschaps- en onderzoeksinstellingen. In de stad studeren aan in totaal zes universiteiten en hogescholen rond 52.000 studenten, Technische Universiteit Dortmund en de Universiteit van wetenschap en kunst zijn de bekendste universiteiten van de stad. De TUD opgericht op 16 december 1968 is met circa 31.000 studenten en 7.000 personeelsleden waaronder 300 professoren na de RWTH de grootste technische universiteit van Nordrhein-Westfalen en heeft drie campussen in Dortmund:
- Campus Noord - Stadsdeel Barop
- Campus Zuid - Stadsdeel Eichlinghofen
- Campus City - Stadsdeel Binnenstad

Daarnaast zijn er:
- FOM Hochschule für Oekonomie & Management
- Fachhochschule für öffentliche Verwaltung Nordrhein-Westfalen
- International School of Management
- IT-Center Dortmund
- International University of Applied Sciences Bad Honnef - Bonn
- Orchesterzentrum Nordrhein-Westfalen

### Onderzoeksfaciliteit

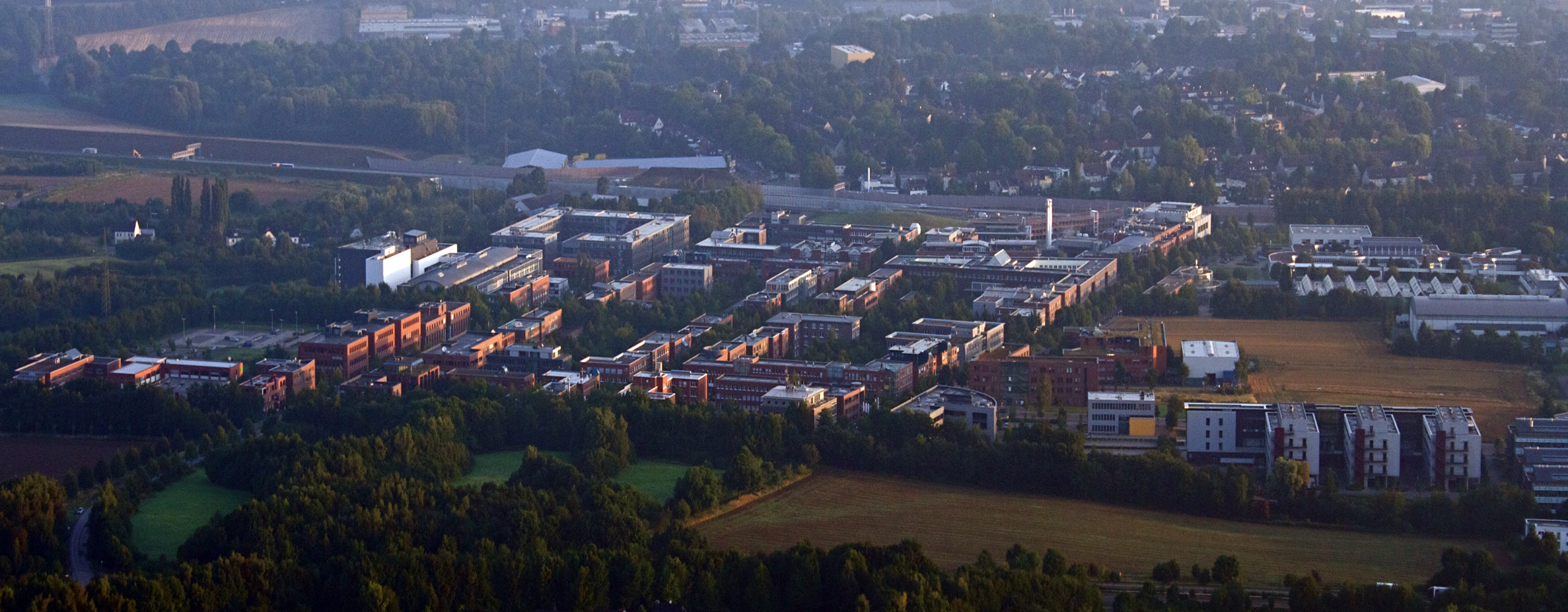
Onderzoekscentrum van Dortmund

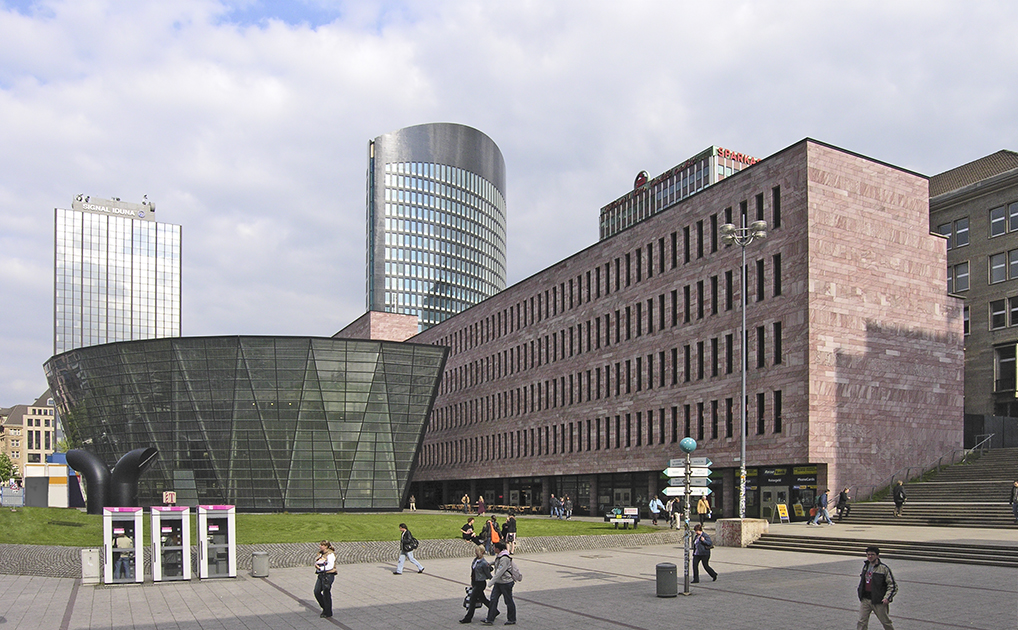
Openbare bibliotheek van Dortmund en Noordrijn-Westfalen

Ook de grote nationale onderzoeksorganisaties Fraunhofer-Gesellschaft, Helmholtz-Gemeinschaft, Leibniz-Gemeinschaft en Max-Planck-Gesellschaft zijn met meerdere instituten aanwezig.
- Bundesanstalt für Arbeitsschutz und Arbeitsmedizin (gezondheid)
- Forsa Sozialforschungsinstitut
- Forschungsinstitut für Kinderernährung (FKE)
- Forschungsinstitut für Telekommunikation (telecommunicatie)
- Fraunhofer-Institut für Materialfluss und Logistik (IML) (logistiek)
- Fraunhofer-Institut für Software- und Systemtechnik (ISST)
- Fritz-Hüser-Institut für deutsche und ausländische Arbeiterliteratur (literatuur)
- ILS–Institut für Landes- und Stadtentwicklungsforschung (urbaniteit)
- Institut für Roboterforschung
- Institut für Schulentwicklungsforschung (IFS)
- Institut für Zeitungsforschung
- Leibniz-Institut für Analytische Wissenschaften (ISAS)
- Leibniz-Institut für Arbeitsforschung (IfADo)
- Max-Planck-Institut für molekulare Physiologie

### Bibliotheek
- Land - en stadsbibliotheek Dortmund - is de Openbare bibliotheek van Dortmund en Noordrijn-Westfalen
- Universiteitsbibliotheek Dortmund - is de bibliotheek voor de wetenschappelijke informatievoorziening van de Technische Universiteit Dortmund.
- Hbo-school bibliotheek Dortmund - is de bibliotheek voor de wetenschappelijke informatievoorziening van de Fachhochschule Dortmund.

## Galerij

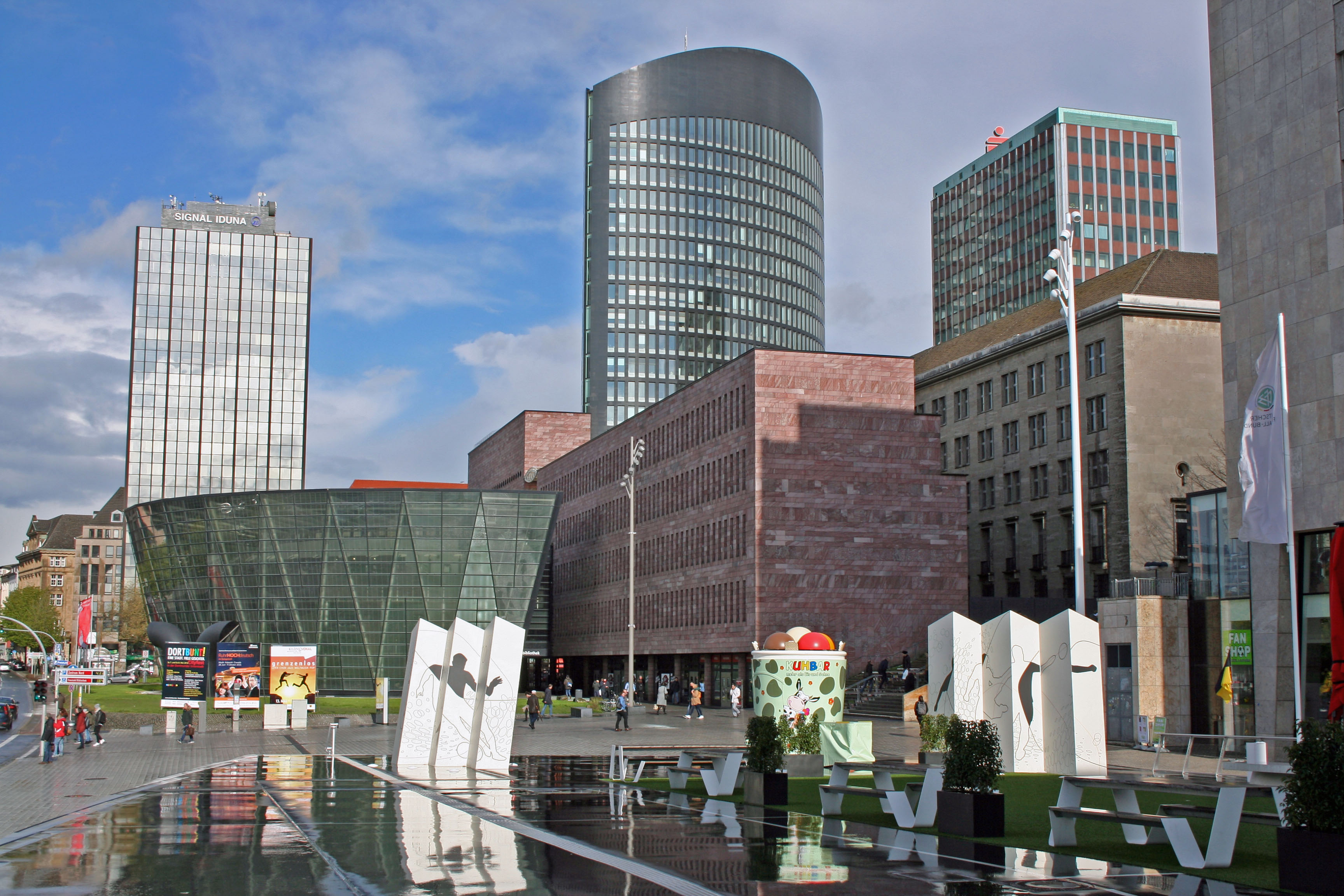
Gezicht op Dortmund, 2017
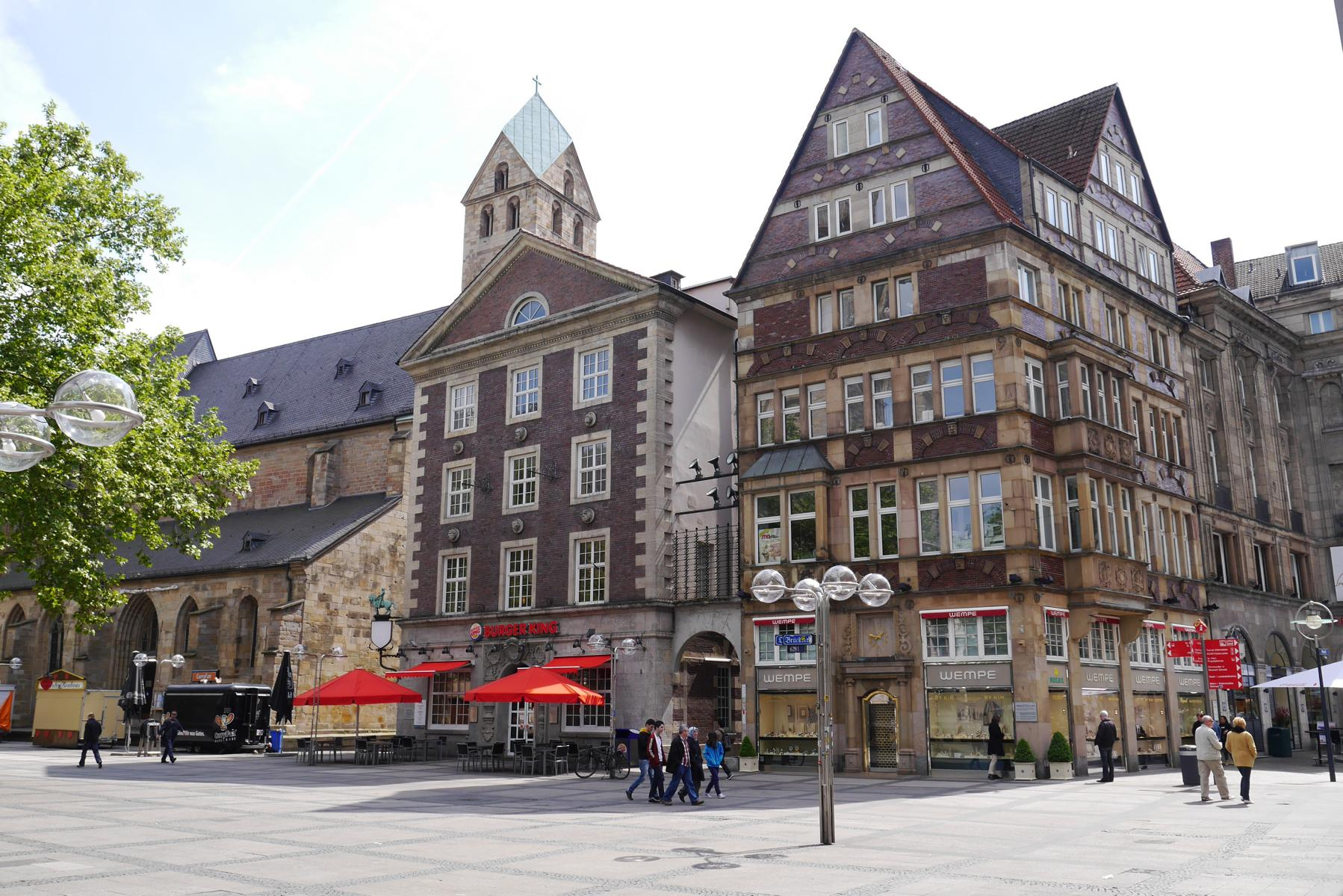
Winkelstraat Ostenhellweg
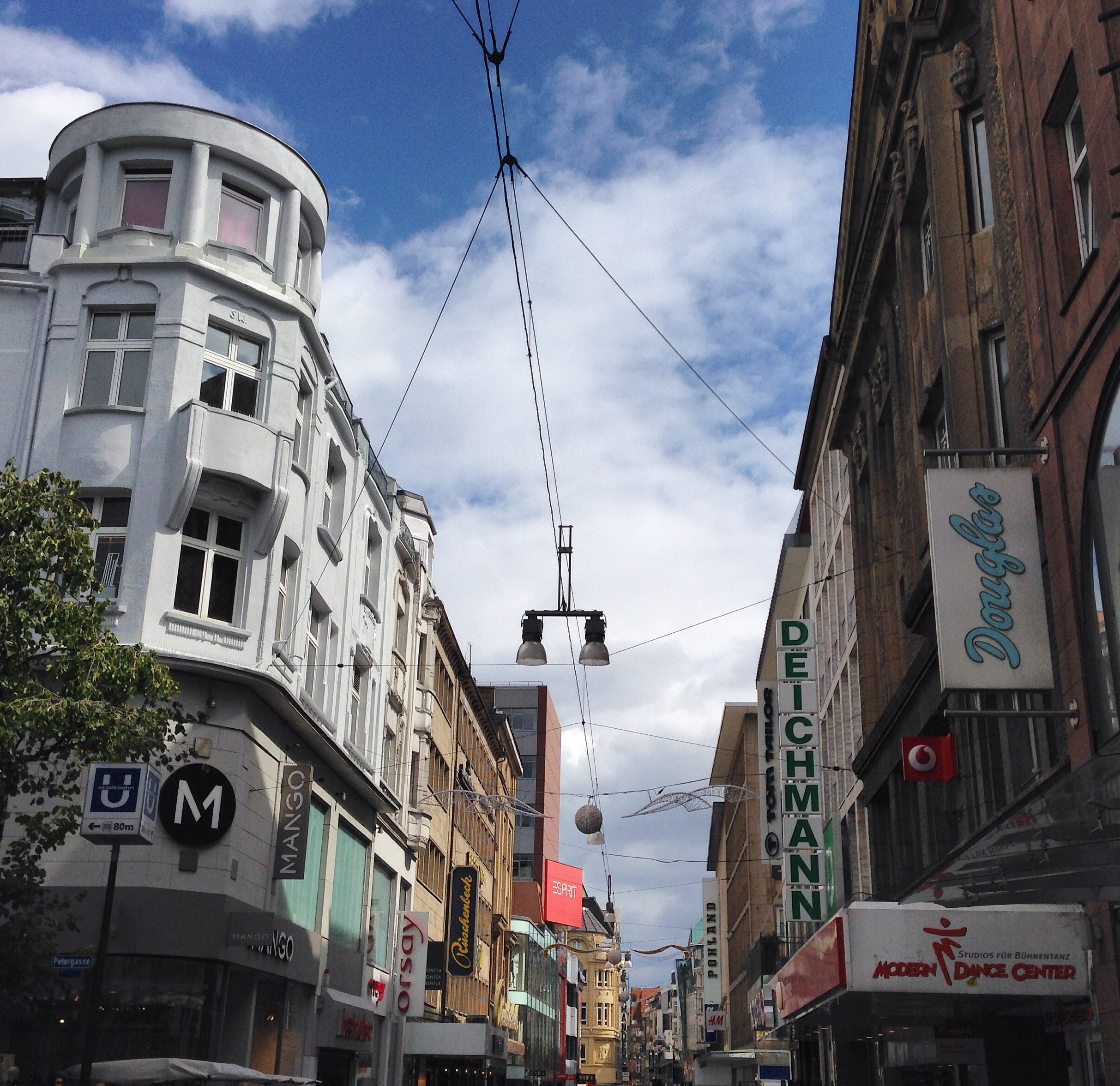
Winkelstraat Westenhellweg
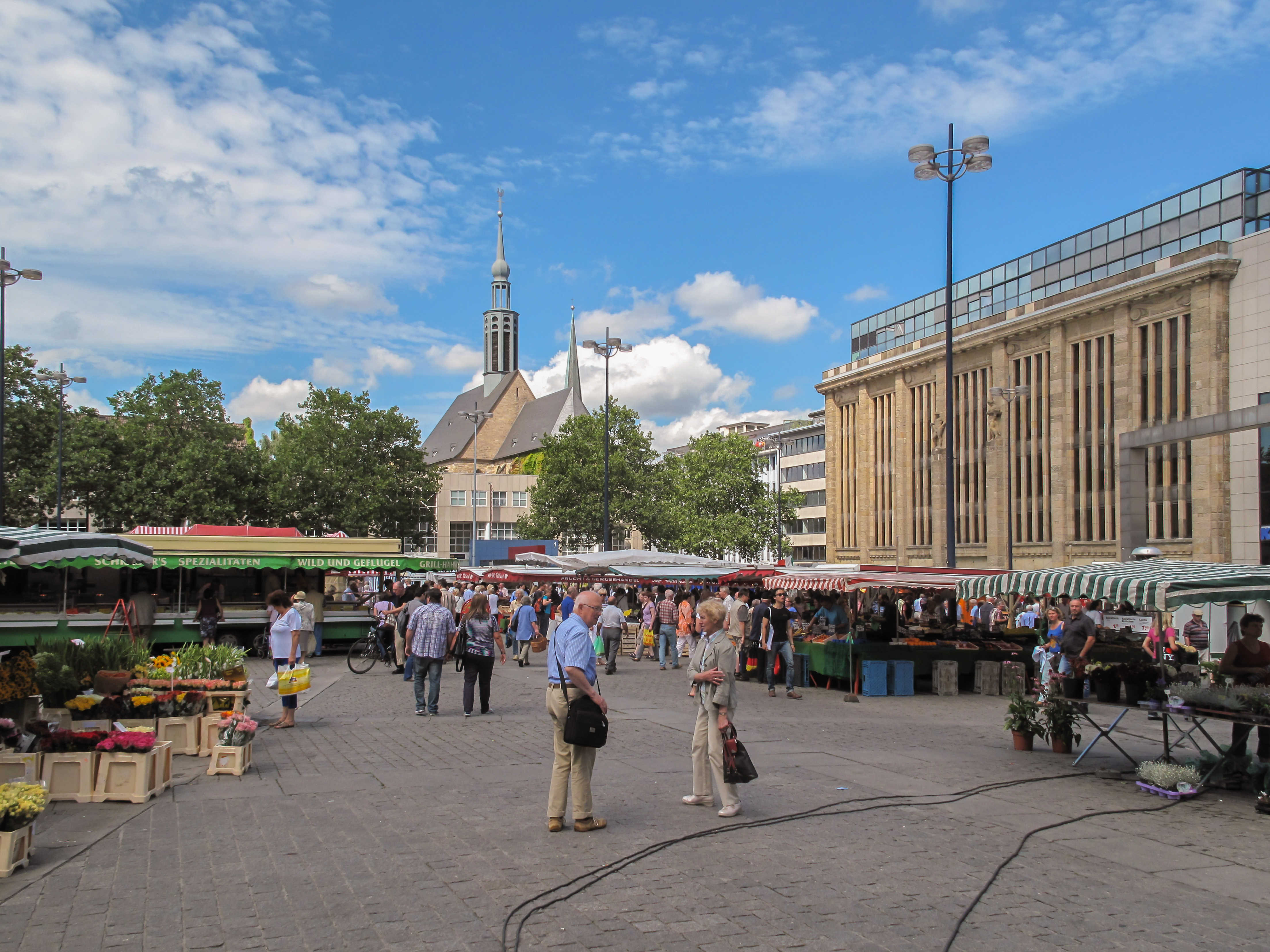
Hansaplatz
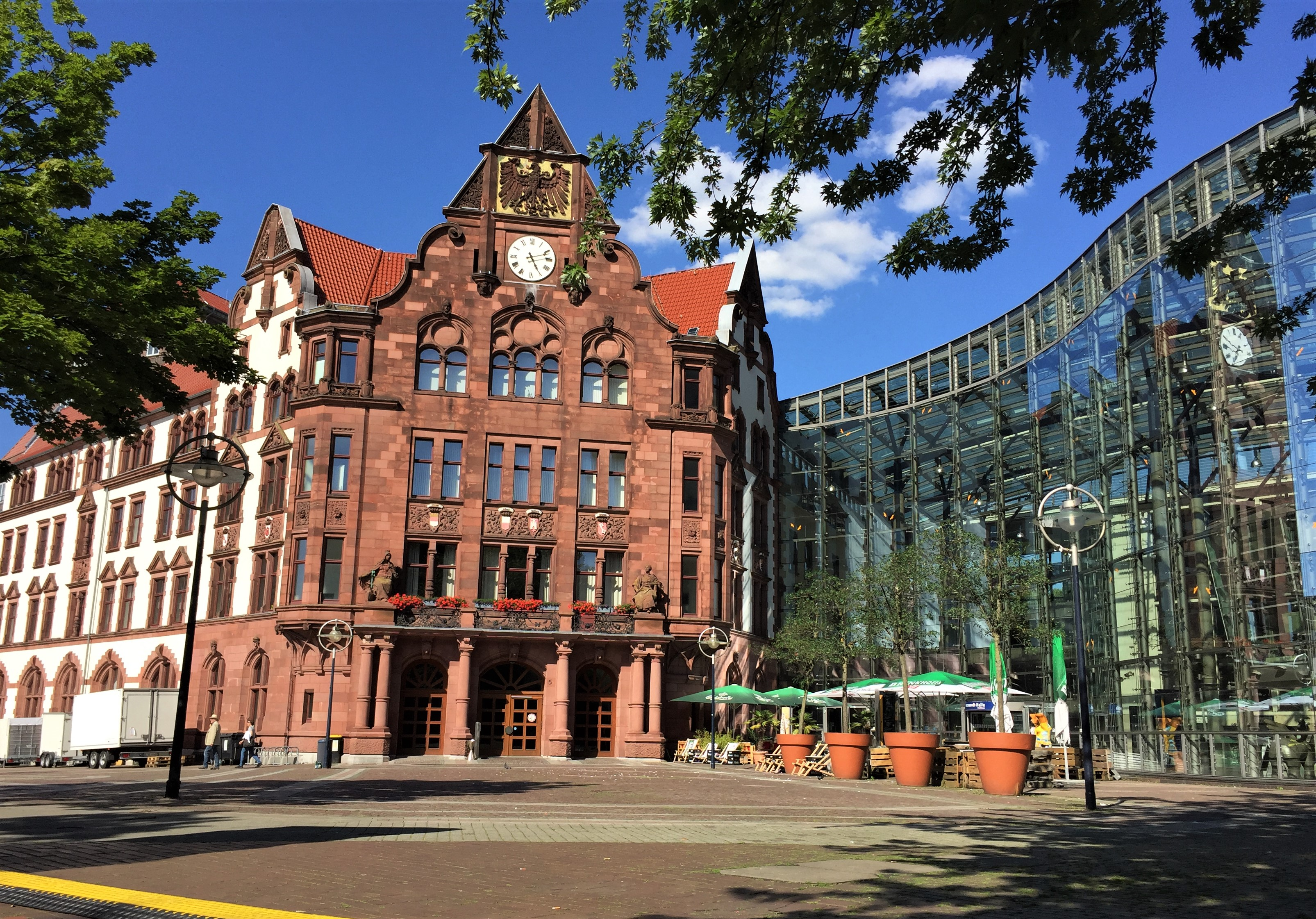
Oude Raadhuis
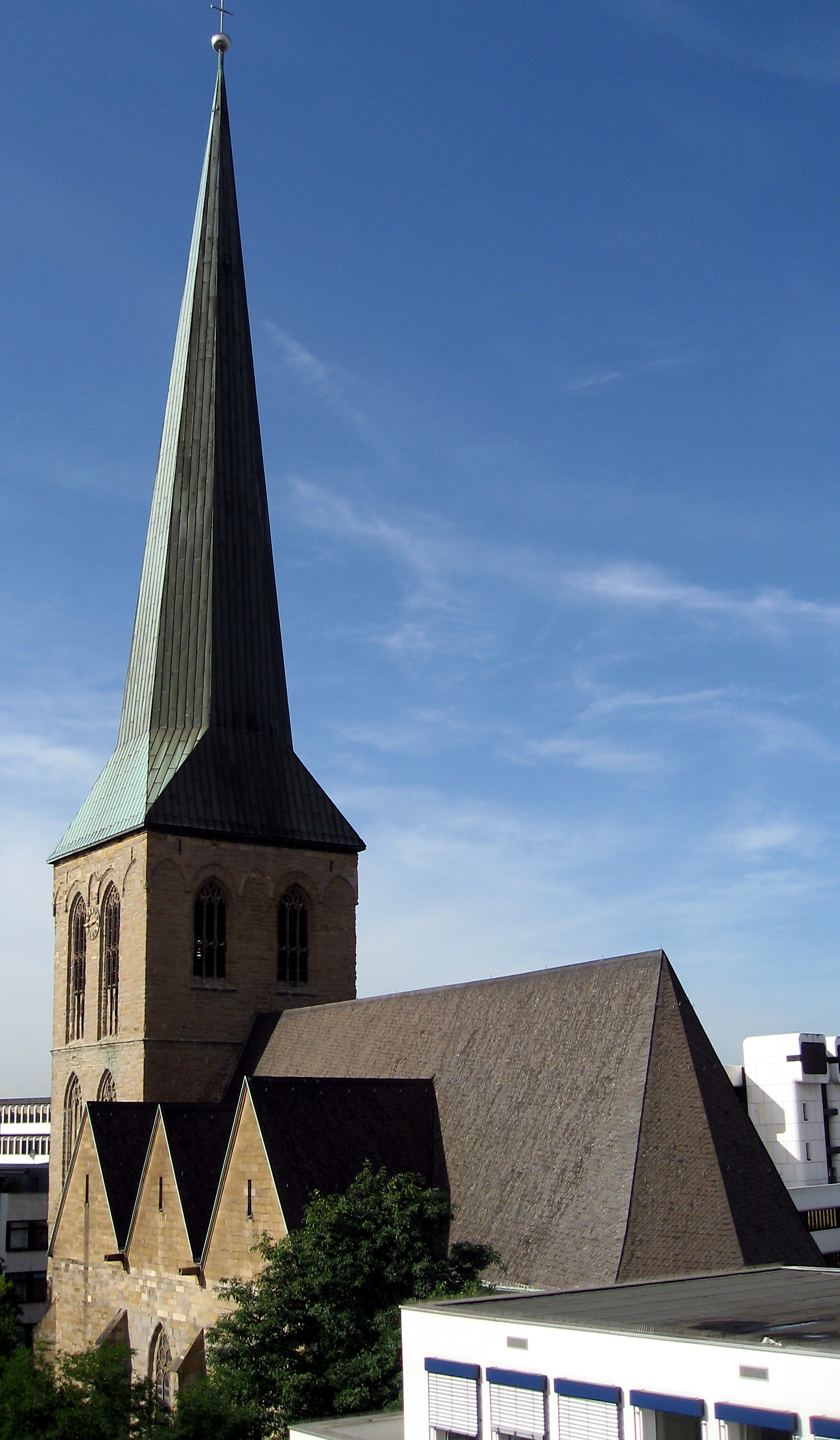
Petrikerk
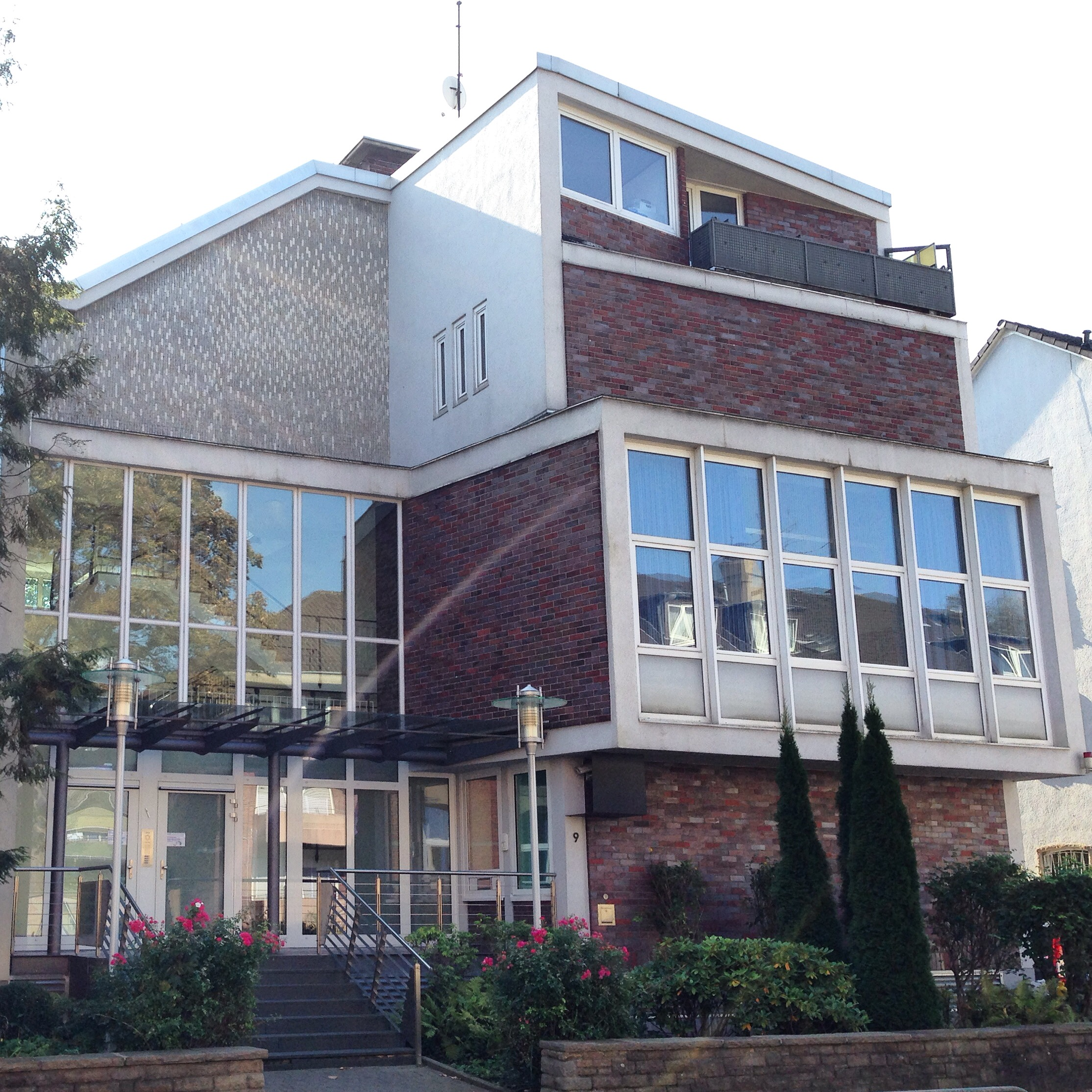
Synagoge
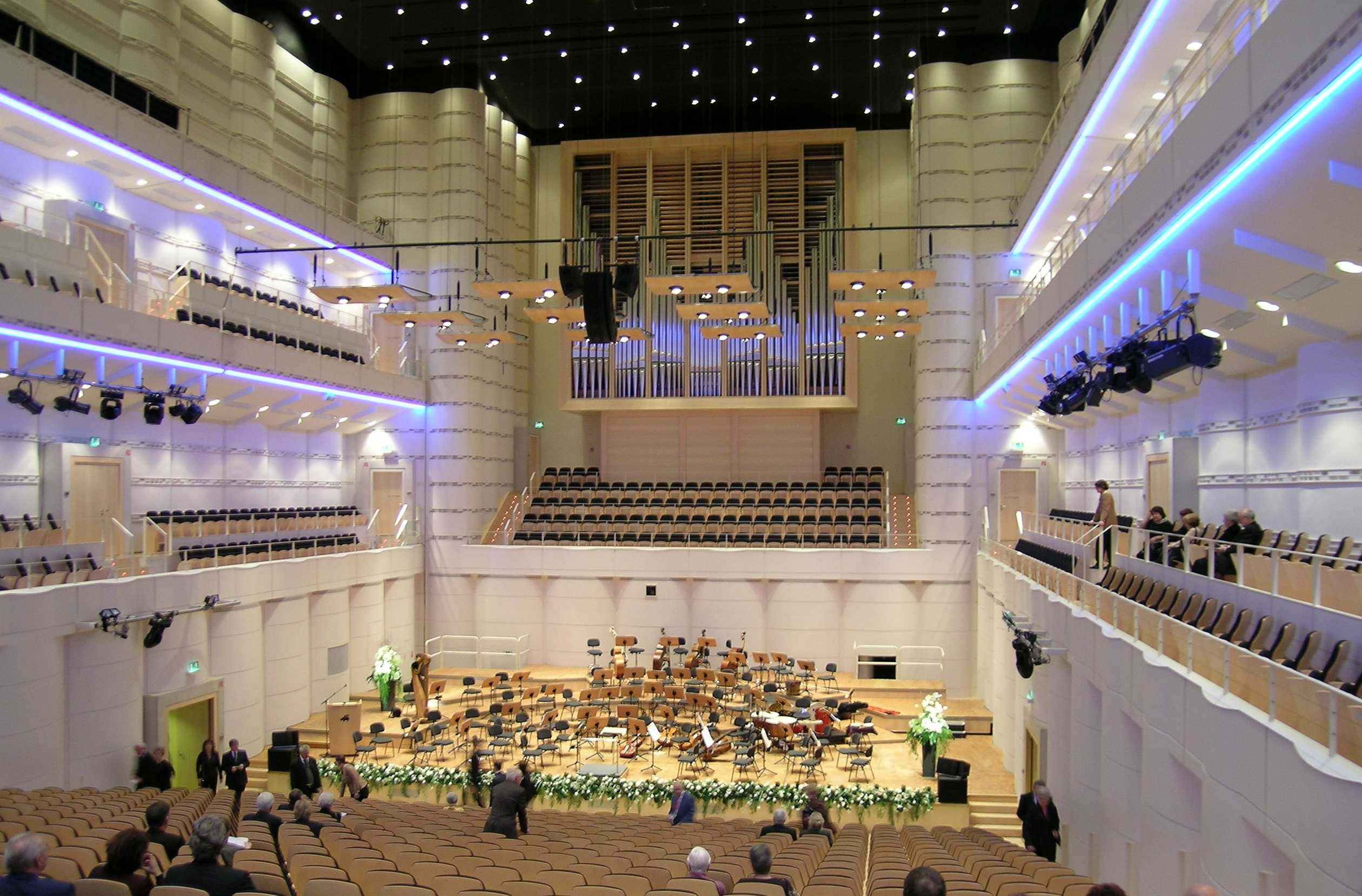
Konzerthaus
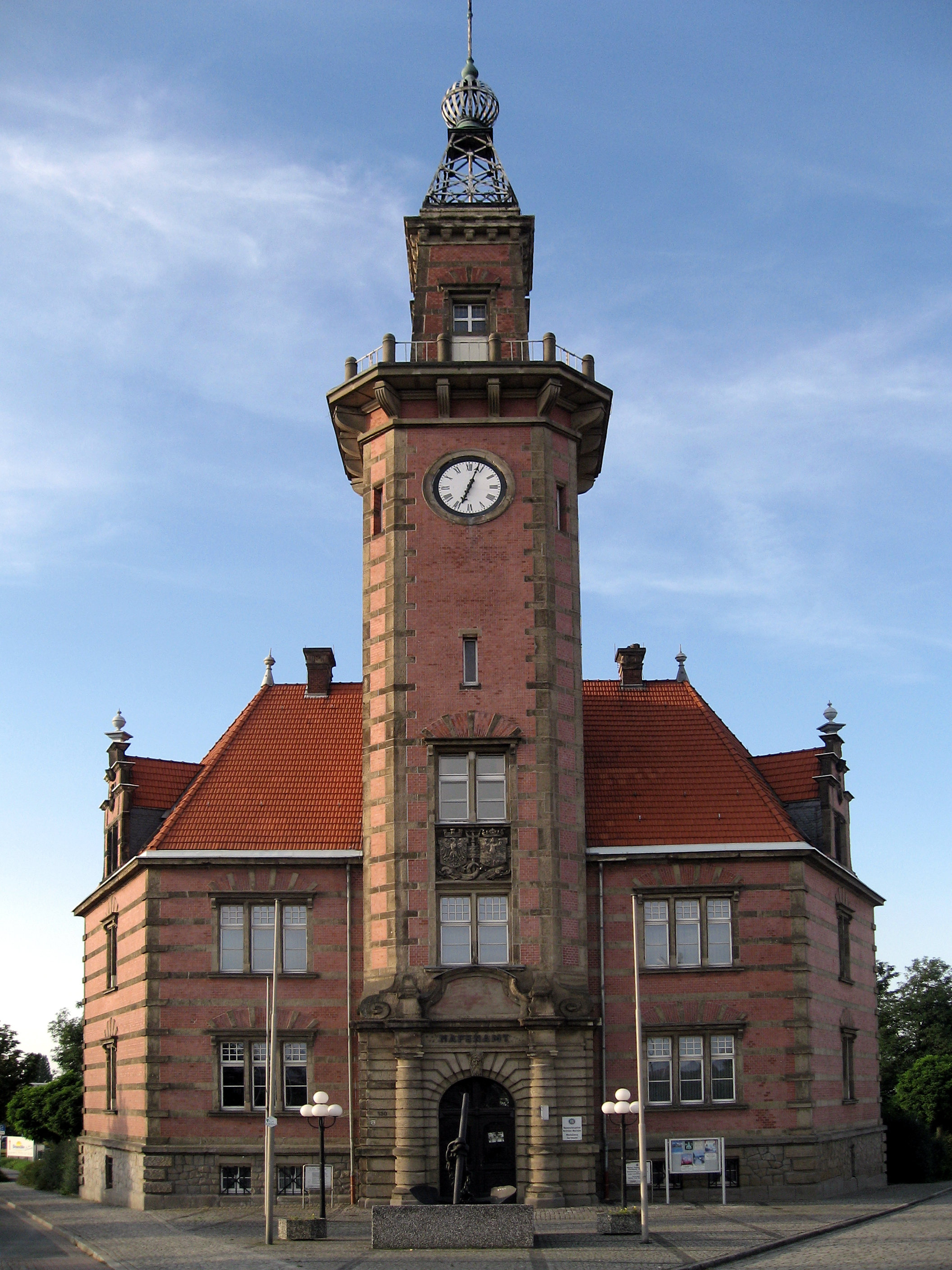
Canaal huis
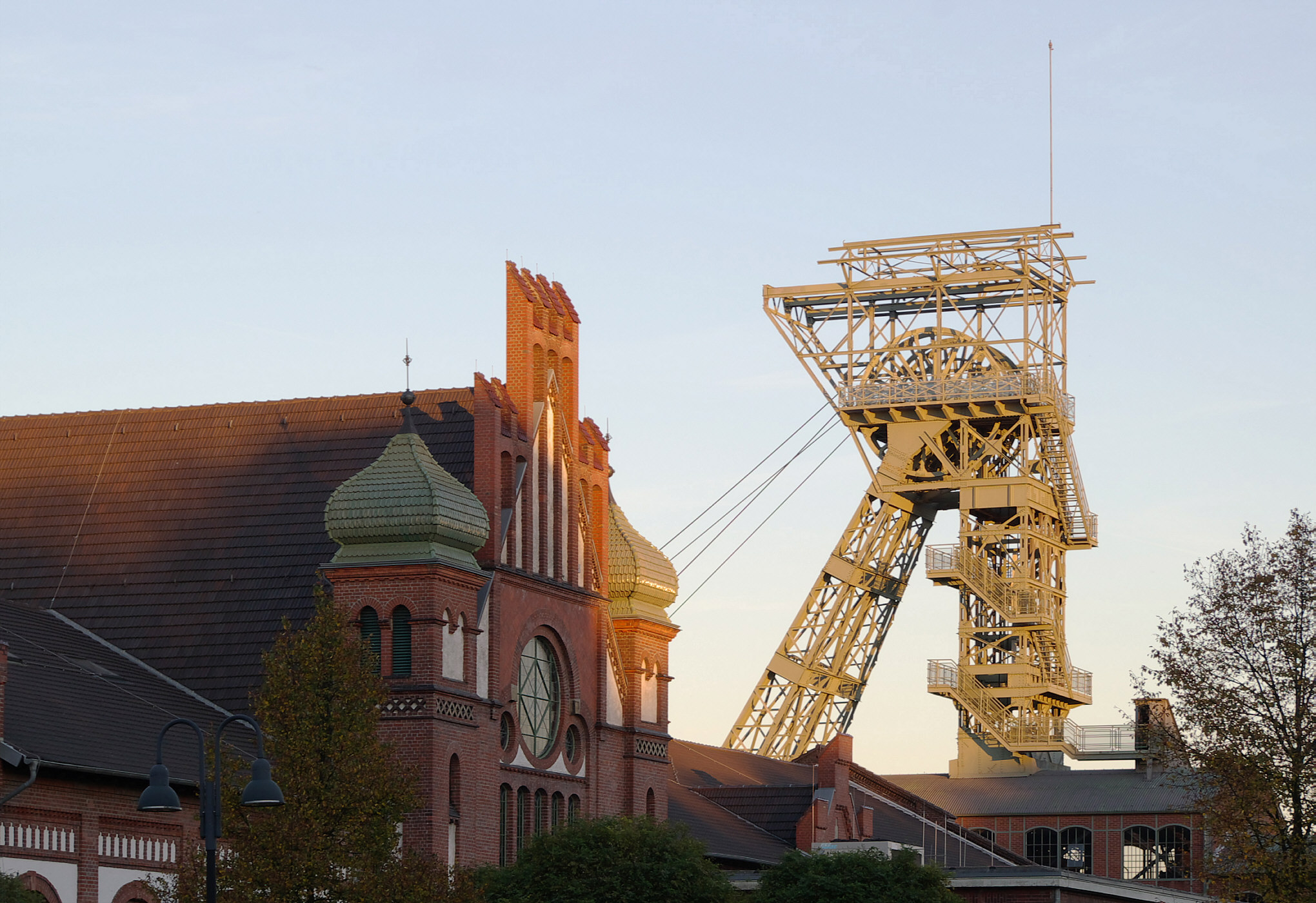
Zeche Zollern
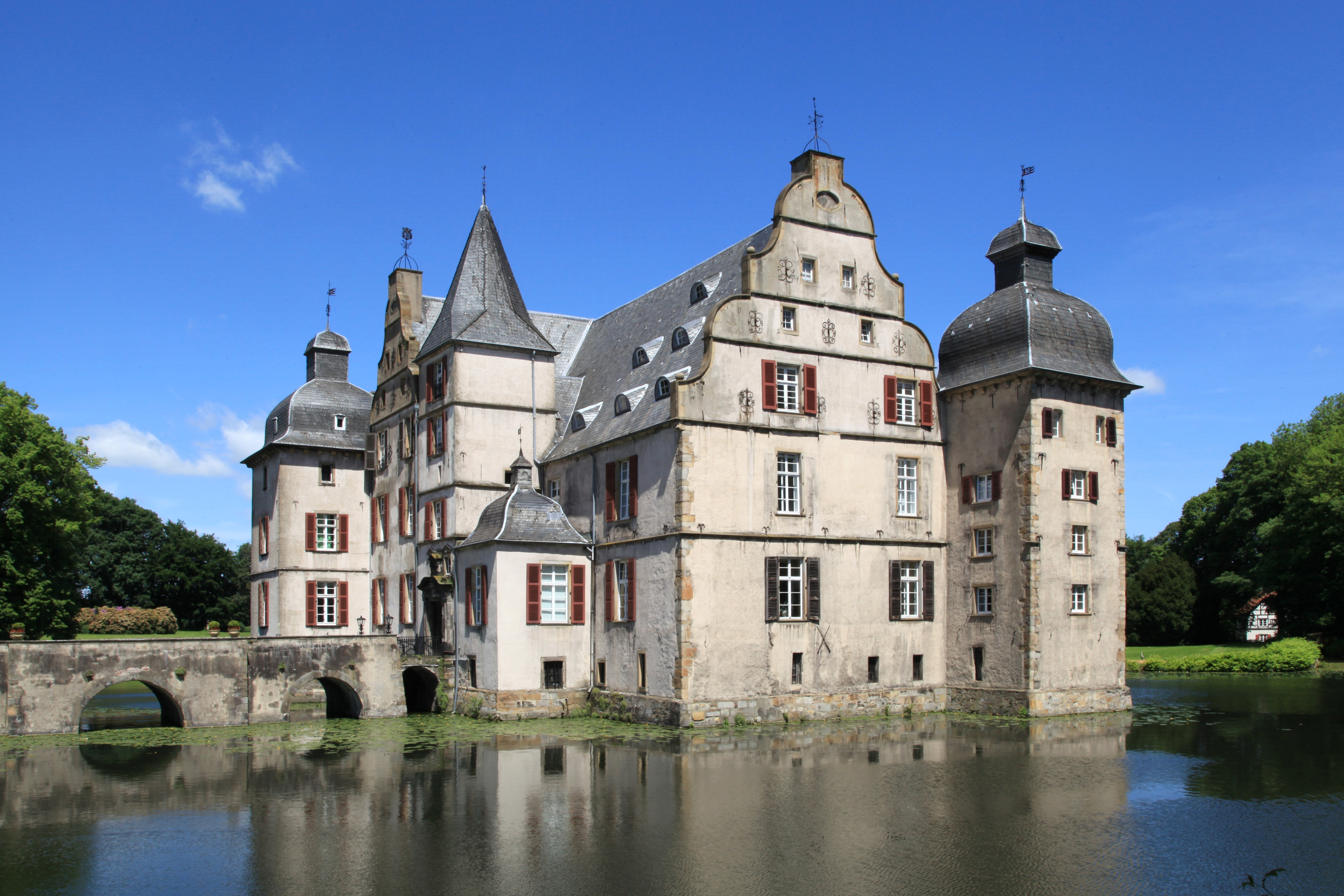
Kasteel Bodelschwingh